# チューリッヒ

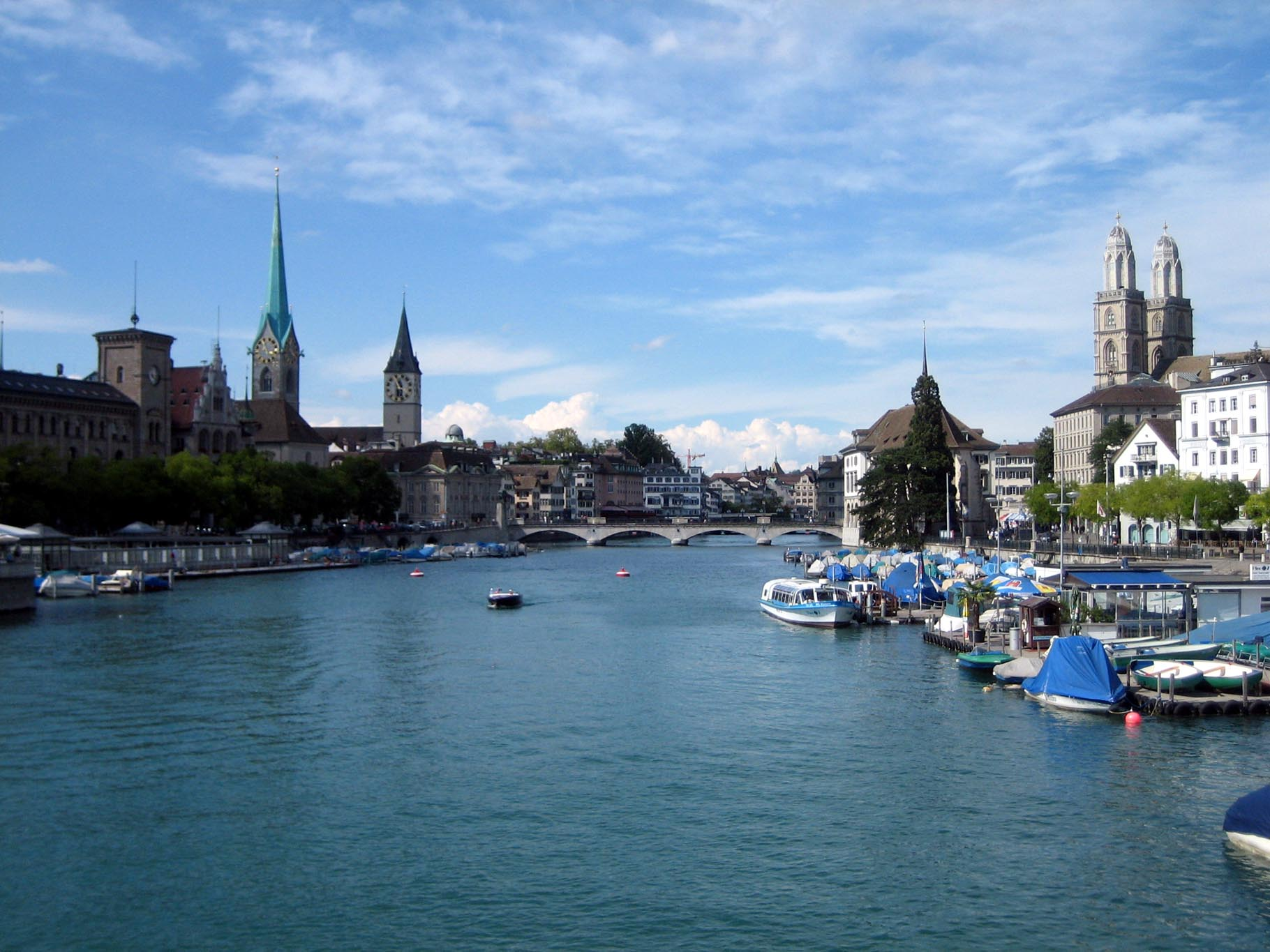
リマート河

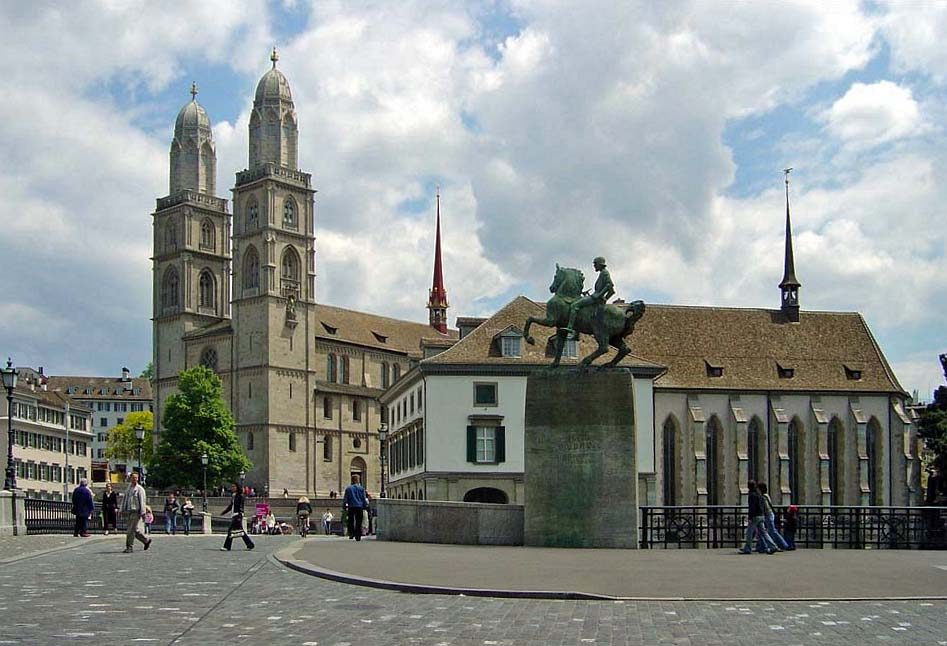
グロスミュンスター

チューリッヒ周辺の地形

チューリッヒ（チューリヒとも、ドイツ語: Zürich, ドイツ語発音: [ˈtsyːrɪç], スイスドイツ語: Züri）は、スイス最大の都市でチューリッヒ州の州都である。スイス中央部にあり 、チューリッヒ湖の北西端に位置している。チューリッヒ市の人口は約390,000人で、チューリッヒ都市圏地域には200万人近くが居住している。チューリッヒは鉄道、道路、航空など交通の要衝で、チューリッヒ国際空港やチューリッヒ中央駅共にスイスでは最大規模で交通量が多い。
チューリッヒは7,000年前より人が定住した痕跡が認められているが、都市としては紀元前15年にローマ人により創建されたトゥリクム（Turicum）に起源を持つ。中世、チューリッヒは独立性と帝国直接身分を得ており、1519年にはフルドリッヒ・ツヴィングリが導くスイスのドイツ語圏でのプロテスタント宗教改革の発祥とその中心であった。
チューリッヒは欧州有数の世界都市であり、2016年に発表された「世界の都市総合力ランキング」では、世界16位と評価された。また、世界の巨大な金融センターの一つに含まれる。2021年の調査によると、世界10位の金融センターであり、ヨーロッパの都市ではロンドン、フランクフルトに次ぐ3位である。街には多くの金融機関や大手銀行、研究開発センターが立地している。これは、法人税率の低さが海外の企業が本社を設置する際に魅力的であるためである。ライフスタイルマガジン (Monocle) の2012年の生活の質の調査 "Quality of Life Survey" でチューリッヒはリストされた25都市中1位であった。いくつかの調査によれば、2006年から2008年にチューリッヒは世界で最も居住に適した都市 との評価があり、同様にヨーロッパでは最も裕福な都市とされた。2014年、アメリカのシンクタンクが公表したビジネス・人材・文化・政治などを対象とした総合的な世界都市ランキングにおいて、世界第31位の都市と評価されており、同国では第1位である。治安・教育水準・各種インフラ等バランスよく整っている。なかでも金融においてはひときわ有名であり、数多くの金融機関・投資ファンド・投資家が存在している。特にチューリッヒに拠点を置く投機筋は「チューリッヒの小鬼」と呼ばれ国際市場に大きな影響力を持っている。国際サッカー連盟（FIFA）をはじめとして、多くの国際機関・国際団体の本部も存在する。多くの博物館や美術館がチューリッヒ市内には立地しており、その中にはスイス国立博物館やチューリッヒ美術館が含まれる。チューリッヒはまたドイツ語圏では最も重要な劇場の一つがある。

## 呼称と表記
各国語における呼称は以下のとおり。
- ドイツ語: Zürich ツューリヒ [ˈtsyːrɪç] ( 音声ファイル)
  - チューリッヒ方言（英語版）: Züri ツュリ [ˈtsyɾi]
- フランス語: Zurich ズュリク [zyʁik]
- イタリア語: Zurigo ヅリーゴ [dzuˈriːɡo]
- ロマンシュ語: Turitg トゥリッチ [tuˈritɕ]
- 英語: Zurich ズュアリック [ˈzjʊərɪk] (ZEWR-ik) またはズアリック [ˈzʊərɪk] (ZOOR-ik)[17]。

創建時のラテン語名は Turicum トゥリークム。2世紀後半の墓碑に STA TVRICEN の碑銘が見られ、これは Statio Turicensis、すなわち「トゥリークムの徴税所」を意味するものとされる。語源は明らかでないが、一説にガリア語の人名 Tūros に由来するとも言われる。ゲルマン語では6世紀の段階で Ziurichi の形が見られるが、10世紀以降には Zurich に近い形に収斂していった。
広告などでは、チューリッヒは「スイスのダウンタウン」などと呼ばれることもある。

## 地理
チューリッヒは、アルプス山脈の北側 30キロメートル (19 mi)にあるチューリッヒ湖の北端に位置し、海抜は408 m (1,339 ft)である。森林に覆われた東西の丘陵地に周囲を囲まれている。旧市街はリマト川の両岸に開けている。リマト川はチューリッヒ湖から流れ出し、はじめは北側に向かって流れ、徐々に西に向きを変える。チューリッヒの地理的、歴史的な中心はリンデンホーフの丘で、この丘は小さな自然の丘でリマト川の西岸にあり、リマト川の起点であるチューリッヒ湖から700 m (2,300 ft)北の地点に位置する。今日一体化した市街地は、ある程度丘陵地の自然の水路境界を超え北東部のグラット谷(Glattal)や北部のリマト谷(Limmattal)へ伸びている。旧市街の範囲はシャンツェングラーベン運河で容易に分かる。この人工的な運河は17-18世紀のチューリッヒ要塞建築時に利用された。

### 地勢
チューリッヒ市の市域面積は91.88 km2 (35.48 sq mi)で、そのうちチューリッヒ湖の占める範囲は 4.1 km2 (1.6 sq mi) である。市域はスイス高原に含まれている。リマト川の河岸は市街の密集地に続いている。川は南東・北西方向に向かい2-3kmの幅の平坦な谷間が広がる。部分的にリマト川の水路は開け真っ直ぐになるが、谷間の中央部は流れず常に右（北東）に沿って流れる。ズィル川はリマト川とプラットシュピッツの端で合流しこの付近にはスイス国立博物館がある。リマト川は市内で一番海抜が低い地点であるオーバーエングストリンゲン（392m）に達する。
リマト川流域の西側は森林の多いアルビスの高台が続き、西側の境界に沿って続いている。ユトリベルクは海抜869 m (2,851 ft)で周辺部では一番高い地点で、ユトリベルク鉄道で容易に頂上まで登ることが出来る。頂上のプラットホームの展望塔からは市街地や湖、アルプスなど印象的なパノラマを眺めることが出来る。リマト川流域の北東部には一連の丘が含まれ、リマト川とグラット川の分水嶺になっている。北東から南西にかけての大部分は樹木の茂った丘陵地が増え、グブリスト(615 m (2,018 ft))、ヘンガーベルク(541 m (1,775 ft))、ケーフェルベルク(571 m (1,873 ft))、チューリッヒベルク (676 m (2,218 ft)) 、アトリスベルク(701 m (2,300 ft))が含まれる。ケーフェスベルクとチューリッヒベルクの間にはミルヒブック（Milchbuck,約470m）の鞍部にはリマト谷からグラット谷への主要な道が配されている。市域北端はグラット谷の平野とグラット谷とフルト谷を結ぶ鞍部に及ぶ。また、カッツェン湖とビュジ湖（Büsisee）共にカッツェンバッハによりグラットに流出し市内に属している。

### 気候
チューリッヒの気候は定義に応じて海洋性気候もしくは湿潤大陸性気候に分けられる。ケッペンの気候区分ではCfb/Dfbで四季がはっきりとしている。チューリッヒの気候の決め手は風向で、西風は降水をもたらし東または北東の風であるBiseは通常、高気圧の状態と結び付くが平均気温より低い冷涼な天気になる。フェーン現象はアルプス北側の谷では重要な役割を担い、チューリッヒには限られた影響を及ぼす。年平均気温は8.5℃で観測はスイス気象局（海抜556mのチューリッヒベルク頂上と海抜150mの市中心部）により行われている。最寒月の1月の平均気温は−0.5℃で最暖月の平均気温は7月の17.6℃である。年平均88日程度は気温が0℃以下に下がり、26日程度は最高気温が0℃以下である。年間を通じて夏期の30日程度は気温が25℃以上になるが、30℃以上になるのは3日程度だけである。7月の最高気温の平均は23.6℃で、平均最低気温は11.6℃である。春や秋は通常、涼しく穏やかである。これらの値は台地上の観測点では比較的低くなるが、これは標高により説明出来る。リマト谷では夏日や真夏日がより多く予想される。チューリッヒは年間の日照時間が1,482時間で年間降水量は1,136mmになる。1年の半分は暖かく、特に夏の3ヶ月間の降水量は冬の観測よりも多くなる。クローテン観測所では年間降水量は1,031mmに達する。
北緯47度の山岳地帯に位置するにもかかわらず、北大西洋海流の影響により、冬季の気温が高い。低緯度である北緯35度から北緯40度に位置する飛騨地方や長野県、東北地方内陸部よりも冬季の日平均気温と平均最低気温が高く、降雪量も少ない。
| チューリッヒ (クローテン, 1961–1990)の気候 | チューリッヒ (クローテン, 1961–1990)の気候 | チューリッヒ (クローテン, 1961–1990)の気候 | チューリッヒ (クローテン, 1961–1990)の気候 | チューリッヒ (クローテン, 1961–1990)の気候 | チューリッヒ (クローテン, 1961–1990)の気候 | チューリッヒ (クローテン, 1961–1990)の気候 | チューリッヒ (クローテン, 1961–1990)の気候 | チューリッヒ (クローテン, 1961–1990)の気候 | チューリッヒ (クローテン, 1961–1990)の気候 | チューリッヒ (クローテン, 1961–1990)の気候 | チューリッヒ (クローテン, 1961–1990)の気候 | チューリッヒ (クローテン, 1961–1990)の気候 | チューリッヒ (クローテン, 1961–1990)の気候 |
| 月                                         | 1月                                        | 2月                                        | 3月                                        | 4月                                        | 5月                                        | 6月                                        | 7月                                        | 8月                                        | 9月                                        | 10月                                       | 11月                                       | 12月                                       | 年                                         |
| ------------------------------------------ | ------------------------------------------ | ------------------------------------------ | ------------------------------------------ | ------------------------------------------ | ------------------------------------------ | ------------------------------------------ | ------------------------------------------ | ------------------------------------------ | ------------------------------------------ | ------------------------------------------ | ------------------------------------------ | ------------------------------------------ | ------------------------------------------ |
| 平均最高気温 °C （°F）                     | 2.0 (35.6)                                 | 4.5 (40.1)                                 | 8.8 (47.8)                                 | 13.2 (55.8)                                | 17.9 (64.2)                                | 21.2 (70.2)                                | 23.6 (74.5)                                | 22.7 (72.9)                                | 19.5 (67.1)                                | 13.7 (56.7)                                | 7.0 (44.6)                                 | 3.1 (37.6)                                 | 13.1 (55.6)                                |
| 平均最低気温 °C （°F）                     | −4.1 (24.6)                                | −3.2 (26.2)                                | −0.7 (30.7)                                | 2.5 (36.5)                                 | 6.4 (43.5)                                 | 9.7 (49.5)                                 | 11.6 (52.9)                                | 11.2 (52.2)                                | 8.5 (47.3)                                 | 4.9 (40.8)                                 | 0.2 (32.4)                                 | −2.8 (27)                                  | 3.7 (38.7)                                 |
| 降水量 mm （inch）                         | 67 (2.64)                                  | 68 (2.68)                                  | 68 (2.68)                                  | 78 (3.07)                                  | 96 (3.78)                                  | 115 (4.53)                                 | 106 (4.17)                                 | 121 (4.76)                                 | 83 (3.27)                                  | 70 (2.76)                                  | 84 (3.31)                                  | 74 (2.91)                                  | 1,031 (40.59)                              |
| 平均降水日数                               | 10.9                                       | 9.5                                        | 10.9                                       | 11.6                                       | 12.4                                       | 12.2                                       | 11.2                                       | 11.5                                       | 8.4                                        | 8.0                                        | 10.1                                       | 10.4                                       | 127.1                                      |
| % 湿度                                     | 86.0                                       | 81.5                                       | 75.5                                       | 72.8                                       | 72.4                                       | 72.9                                       | 72.2                                       | 75.2                                       | 78.9                                       | 84.9                                       | 85.4                                       | 86.1                                       | 78.7                                       |
| 平均月間日照時間                           | 35                                         | 69                                         | 115                                        | 144                                        | 176                                        | 191                                        | 223                                        | 195                                        | 155                                        | 92                                         | 49                                         | 31                                         | 1,475                                      |
| 出典：MeteoSchweiz                         |                                            |                                            |                                            |                                            |                                            |                                            |                                            |                                            |                                            |                                            |                                            |                                            |                                            |

## 歴史

### 初期の歴史

ローマ期のチューリッヒ

チューリッヒ湖周辺では新石器時代や青銅器時代の集落が発見されている。ローマ以前である、ラ・テーヌの集落もリンデンホーフの丘の近くで発見されている。ローマ・ガリアの時代、トゥリクム Turicum はガリア・ベルギカ（90年からはゲルマニア・スペリオル）とラエティアの国境としてリマト川を行き来する交易の税関であった。後に318年に皇帝コンスタンティヌス1世の改革により、ガリアとイタリア（ローマ帝国の行政区画の4つのうちの2つ）の間の国境はトゥリクムの東に位置しヴァレン湖とチューリッヒ湖の間のリント川を横切っており、城や駐屯部隊はトゥリクムの安全を見守っていた。初期に書かれた記録では街の歴史は2世紀からでリンデンホーフで発見された墓石が示している。
5世紀にゲルマン人の部族連合アラマンニ人がスイス高原に定住するようになった。ローマの城塞はカロリング朝に入ると、カール大帝の孫であるルートヴィヒ2世により王宮に改造された。853年にこのルートヴィヒ2世（東フランク王）によって娘のヒルデガルト（Hildegard）のために女子修道院「フラウミュンスター」（en:Frauｍünster）が設立されたとする文書がこの都市に言及する最初の記録である。 彼はこのベネディクト会の女子修道院にチューリッヒとウーリの地、さらにアルビスの森を寄進し、修道院を直接統治することによって修道院の独立性を保証した。1045年、ハインリヒ3世は修道院に対し、市場開設、通行税徴収、貨幣鋳造などの権利を与え、修道院長は実質的にこの都市の支配者となった。10世紀レンツブルク（Lenzburg）伯爵家が教会守護職（Reichsvogtei）を務めていたが、11世紀に入ると、この職はツェーリンゲン家の手に移った。
1218年ツェーリンゲン家の消滅とともにチューリッヒは「帝国直属都市」（Reichsunmittelbar、en:imperial immediacy）となった。1230年代、38ヘクタールを囲む城壁が築かれレンヴェーク（Rennweg）の上の初期の石造の建物も築かれた。カロリングの城は荒れ果て始め、石切り場として使われていた。フリードリヒ2世は1234年に女子修道院「フラウミュンスター」の院長の地位を公爵に格上げした。修道院院長は市長を任命し、彼女は街の市民に硬貨の鋳造をしばしば委任した。14世紀には修道院の政治的な力は徐々に衰え、小商人、手工業者などによる自治運動が高まり、1336年にルドルフ・ブルンによりツンフト（ギルド）（Zunftordnung）が組織され、彼は最初の修道院長によって任命されない独立した市長となり平民も自治に参加する様になった。「1300年頃のチューリヒの人口は5000人程度だった」（寺田龍男）。
14世紀前半の重要な出来事はマネッセ写本の完成で、これは中世盛期ドイツ抒情詩を伝える最大かつ最良の資料である。この有名な装飾写本は「最も美しいドイツ語の写本」と称賛されている。写本はチューリッヒのマネッセ家の依頼により、1280年頃から1330年頃の間に筆写され、挿絵（詩人の肖像画）が施されたとされている。このような豪華な写本を作り上げるには、膨大な詩作品の収集編纂作業と高度に熟練した写字生と腕の立つ挿絵画家の何年もの作業を必要とし、非常に贅沢で威信のかかった一大事業で、それは明らかにこの時代に増大したチューリッヒ市民の富と名誉を証明している。

### スイス原初同盟

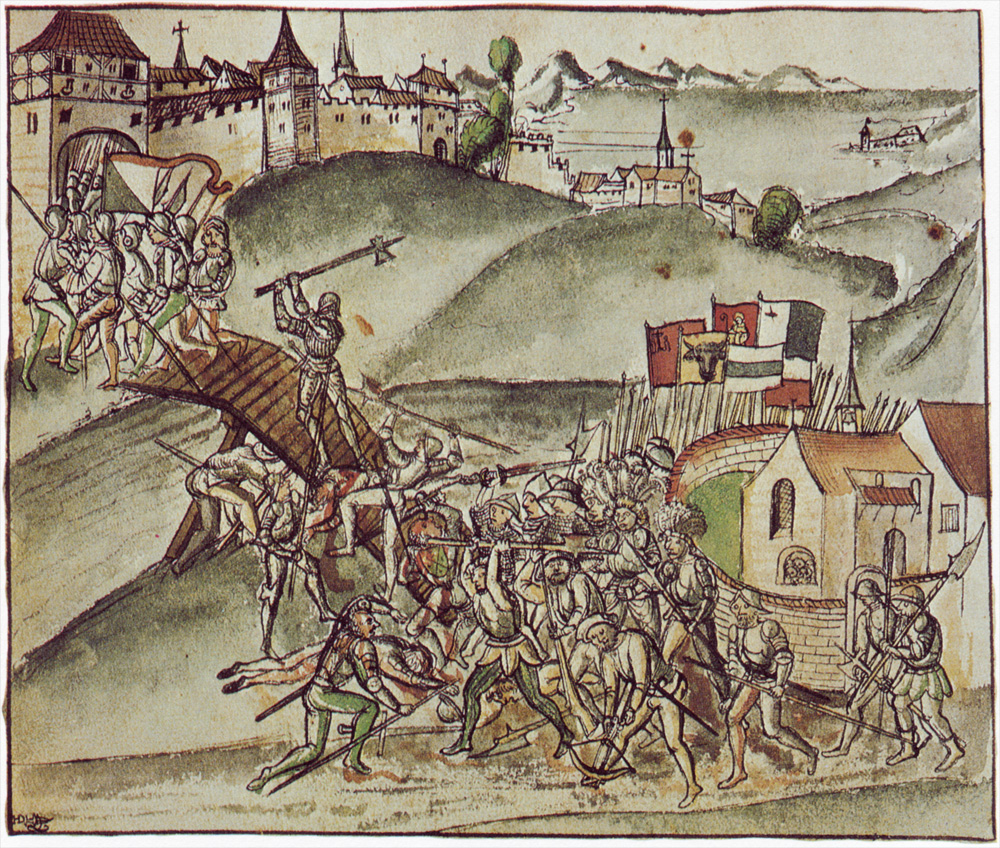
古チューリッヒ戦争の一場面

1351年5月1日、チューリッヒ市民（imperial immediacy）はルツェルンやシュヴィーツ、ウーリ、ウンターヴァルデンのスイス原初同盟（Eidgenossenschaft）のメンバーに忠誠を誓わなければならなかった。チューリッヒは同盟の5番目のメンバーとなり、この時点で同盟は事実上緩やかな独立国の連合であった。チューリッヒは1468年から1519年までカントンの議会の主宰を務めていた。この機関は中世からスイス連邦が成立する1848年まで同盟の立法と法の執行機関であった。チューリッヒは1440年に一時的に同盟から追放されたが、これは他のメンバー国とのトーゲンブルク（Toggenburg）の領土の争いによる戦争（古チューリッヒ戦争）によるものであった。1446年に和平合意が成された時にはどちらも意味のある勝利には達しておらず、チューリッヒは1450年に同盟に再加盟している。

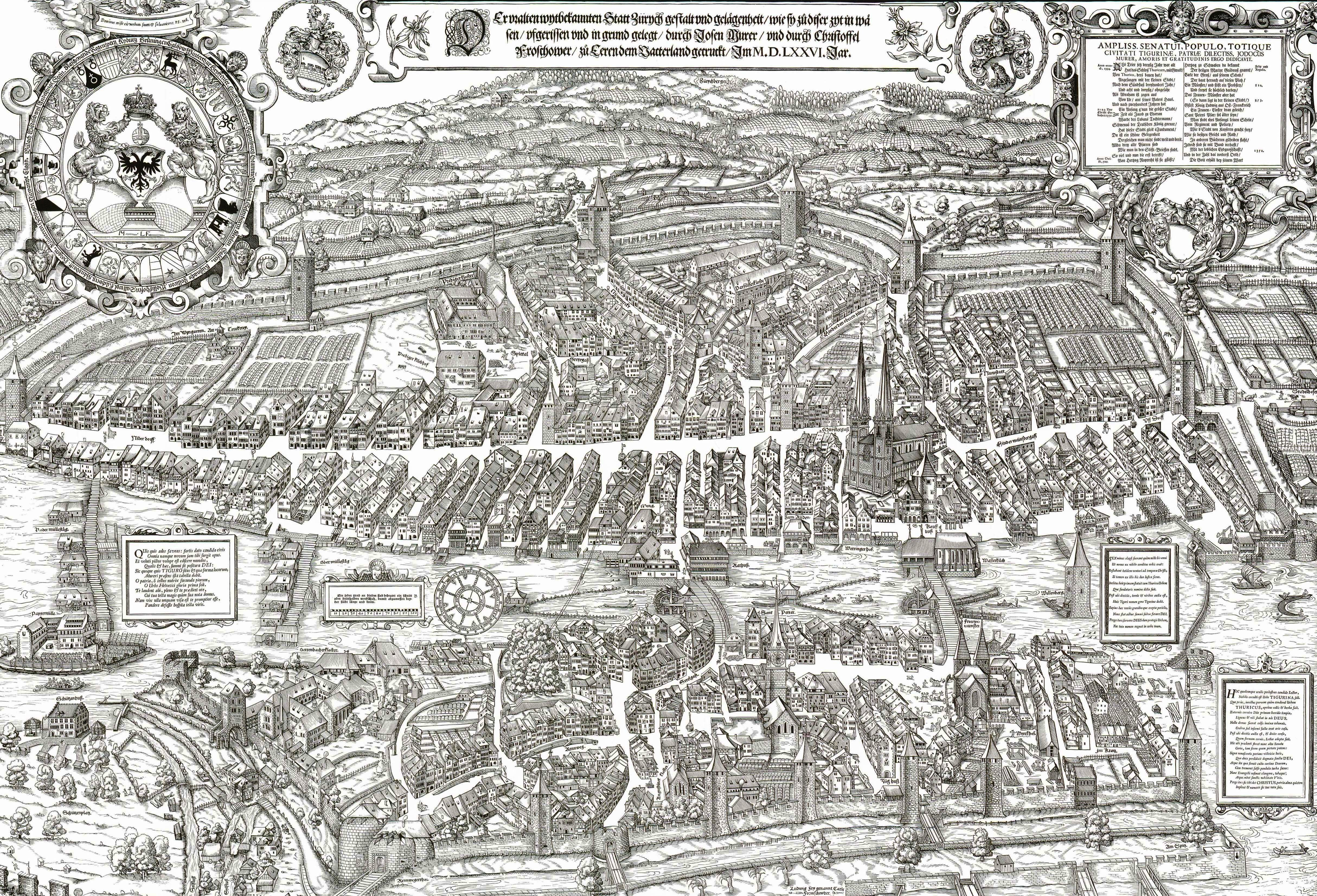
1576年頃のチューリッヒの街を表した地図 Murerplan

フルドリッヒ・ツヴィングリ（1484-1531）は1520年代にグロスミュンスター で主要な聖職者を務めていた時にスイスの宗教改革を始めた。チューリッヒ聖書はツヴィングリの編纂を基本とし、1531年に発行された。宗教改革の結果、国の状況やチューリッヒの市民生活は大きく変わり、その影響は他の多くのカントンにも広がって行った。いくつかのカントンではカトリックが残り、それが元になり深刻な争い（第一次カッペル戦争）からついには第二次カッペル戦争が勃発している。16世紀から17世紀の間、チューリッヒの議会は孤立主義的な態度を取り、その結果、1624年に第二の壮大な城郭が築かれている。ヨーロッパ各地で激しさを増した三十年戦争は都市に城壁を築く動機付けとなった。要塞には多くの資源を必要とし、それはいかなる合意にも達すること無く支配領域から集められた。後に続いた反乱は容赦なく潰されている。
1648年、チューリッヒは都市自体を共和国として宣言し、以前の帝国自由都市の地位を捨て去った。
1798年のヘルヴェティア革命では旧体制の陥落が見られ、チューリッヒは土地とその経済的特権の支配を失い、街とカントンは所有権は1803-1805年の間、分離されていた。1839年には9月6日の地方の保守主義者の反乱であるチューリッヒのクーデター（Züriputsch）の後、要求に屈しなければならなかった。17世紀に築かれた城壁のほとんどは、都市の覇権に対する地方の懸念をかつての城壁による包囲なしで消すためにほとんどは取り除かれた。チューリッヒ条約がオーストリア、フランス、サルデーニャの間で1859年に署名された。

### 近代

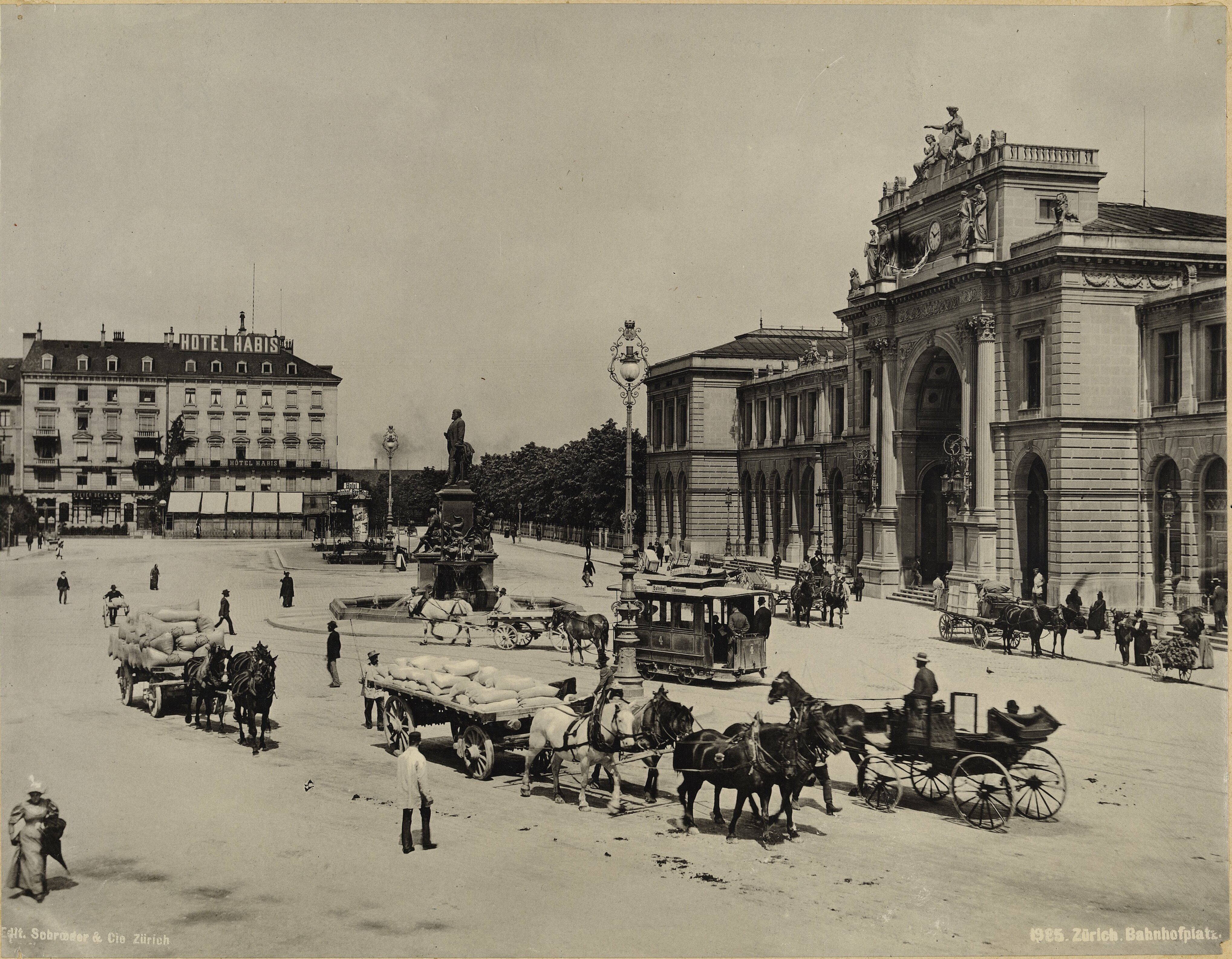
1900年のバーンホフ広場

チューリッヒは1839-1840年の連邦の首都で、1839年の保守政党の勝利はスイスのあちこちで大きな物議を引き起こした。しかし、1845年に急進派がチューリッヒで再び力を得るとチューリッヒは再び1845-1846年に連邦の首都となり、チューリッヒは分離同盟のカントンには反対でリードを奪った。分離同盟戦争に続いてスイス連邦が形成され、チューリッヒは1848年と1874年にスイス連邦の憲法に賛成票を投じている。非常に多くのチューリッヒへの移民の流入は1830年以降、街に労働者階級の生活の場を作ったがこれらの人々は市民権を持っておらず自治体には関わっていなかった。これまで高い税だけを支払っていた移民にも1860年に学校が開かれ、次に1875年に居住10年の住民に市民権が与えられている。広範囲な開発は19世紀に行われた。1847年からはスイスの領域では初の鉄道であるSpanisch-Brötli-Bahnがチューリッヒ中央駅に乗り入れ、これはスイスの鉄道網の発祥であった。現存する中央駅の駅舎は1871年に遡る。バーンホフ通りは1867年に敷かれて、チューリッヒ証券取引所は1877年に設立されている。工業化は街に移住をもたらし、この間人口は特にチューリッヒ郊外で急増し1893年には11の街の外側の地区がチューリッヒに編入された。第二次世界大戦ではチューリッヒは枢軸国からの空襲の被害を受けている。

### 紋章

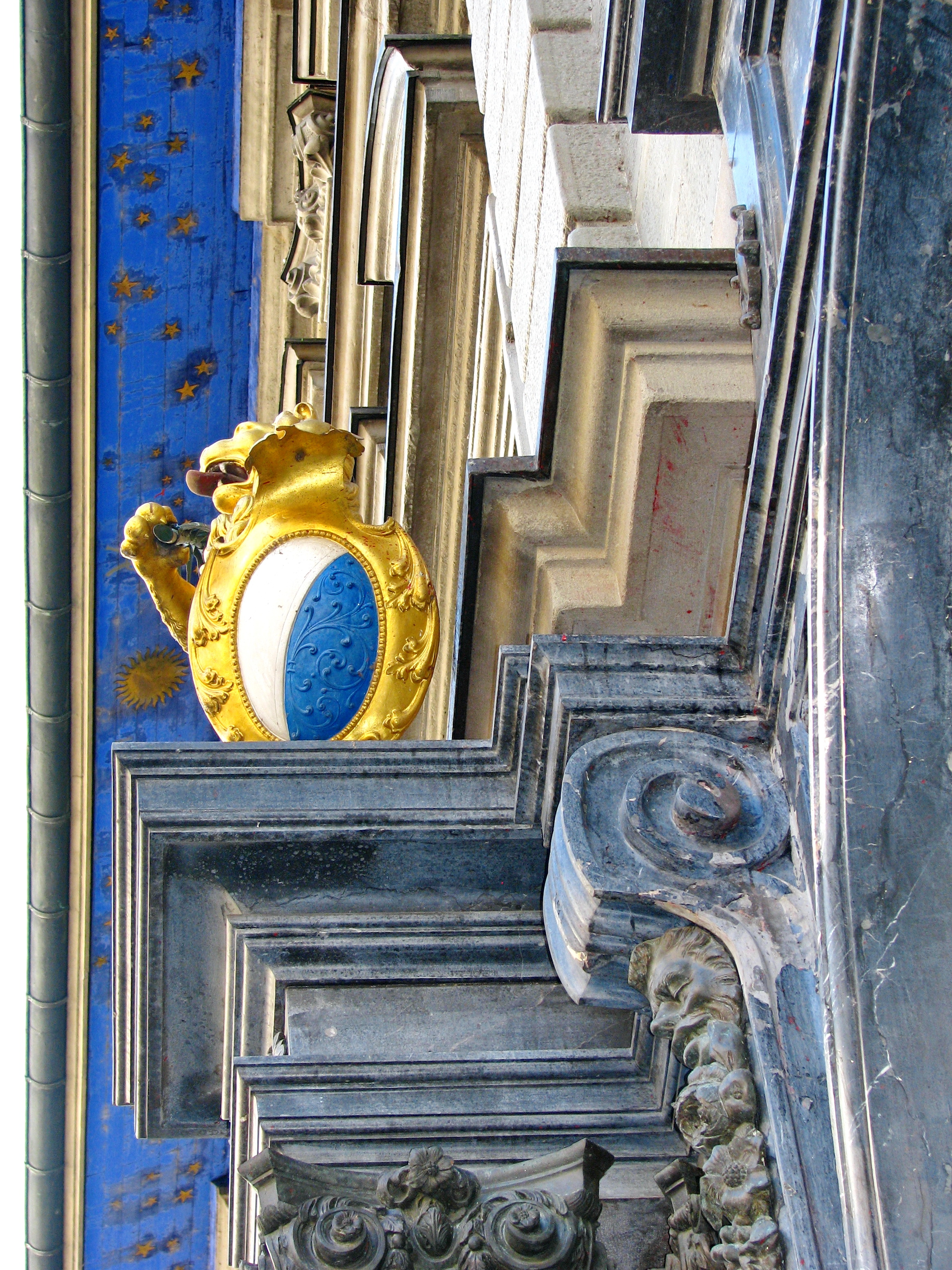
チューリッヒの市庁舎に掲げられた紋章

青と白のチューリッヒの紋章は1389年から認められ、青と白のストライプが入った旗は1315年から使われている。現在と同じ旗と同じデザインの物の確かな証拠は1434年からで、紋章には2頭のライオンが両側に立っている。旗の上に掲げられた赤のSchwenkelにはいろいろな解釈がある。チューリッヒの人々にはルドルフ1世が与えた名誉の印で、チューリッヒ近隣の人々は1292年にヴィンタートゥールで失った旗の記念で恥の印として嘲笑している。今日、チューリッヒ州とチューリッヒ市は同じ紋章を使っている。

## 行政
市評議会(Stadtrat) はチューリッヒ市の行政府を構成しており、都市参事会として運営されている。9人の議員で構成され、それぞれが各部門を統轄している。行政部門の長は市長の役割を担っており、現在の市長はコリーネ・マウフである。部門別の任務や調整、市議会により議決された法律の執行は市評議会により行われる。市評議会の選挙は登録された有権者により4年ごとに行われている。行政府の会議はリマト川河岸の市庁舎で行われる。市庁舎は1883年にルネサンス様式で建てられた。
一方、市議会（Gemeinderat)は立法府として機能しており、125名の議員で構成され4年ごとの選挙で選出されており市議会は市評議会と当局により執行される規則と法律を命じる。市議会の審議は公開されていて、市評議会のメンバーとは異なり市議会のメンバーは政治家ではないが彼らは出席に応じて報酬が支払われている。投票可能なチューリッヒのどの市民でも市議会のメンバーとして選ばれることは可能である。市議会の審議は市庁舎と反対側のタウンホールで行われている。
2010年現在、チューリッヒ市評議会はスイス社会民主党が4人（1人は市長）、スイス自由民主党が2人、スイス緑の党が2人、スイスキリスト教民主党が1人で構成されている。

### 行政区画

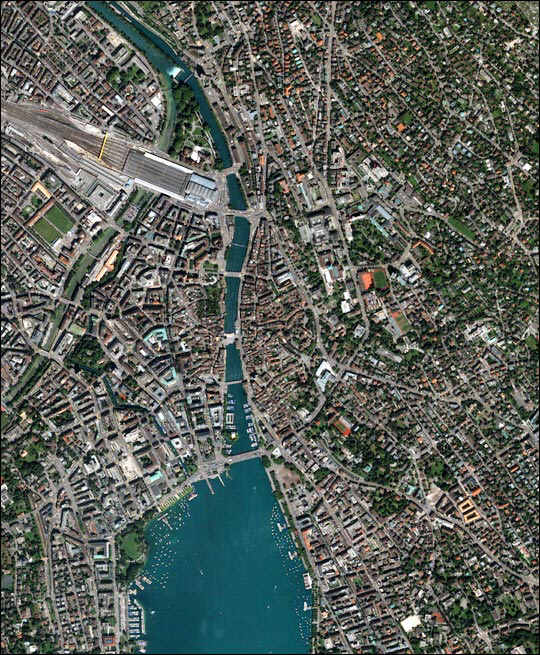
チューリッヒの衛星写真

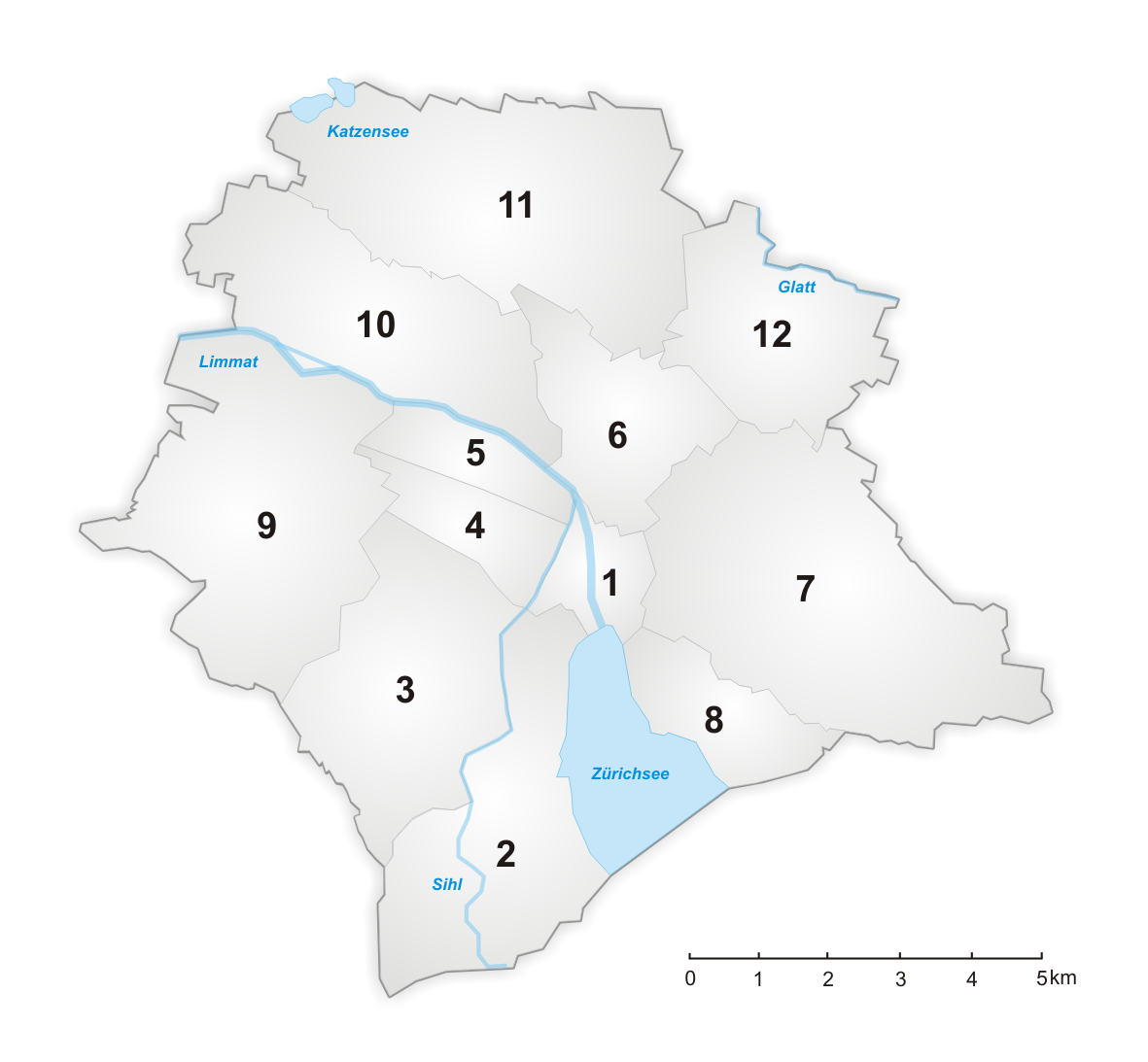
チューリッヒの行政区

1893年以前のチューリッヒ市の範囲は多かれ少なかれ、旧市街の場所と同じ意味であった。1893年と1934年の2回行われた市域拡張により、チューリッヒ市は周辺の多くの自治体と合併し、19世紀以来それらとともにますます大きく成長した。今日のチューリッヒは12の地区（Kreis ）に分けられておりそえぞれに1から12の番号が振られている。5から12の地区は中心部の1から4の周辺部の地区に割り当てられている。ほとんどの地区の範囲はチューリッヒ市に併合される以前に存在した自治体の範囲とほぼ同じである。

## 交通

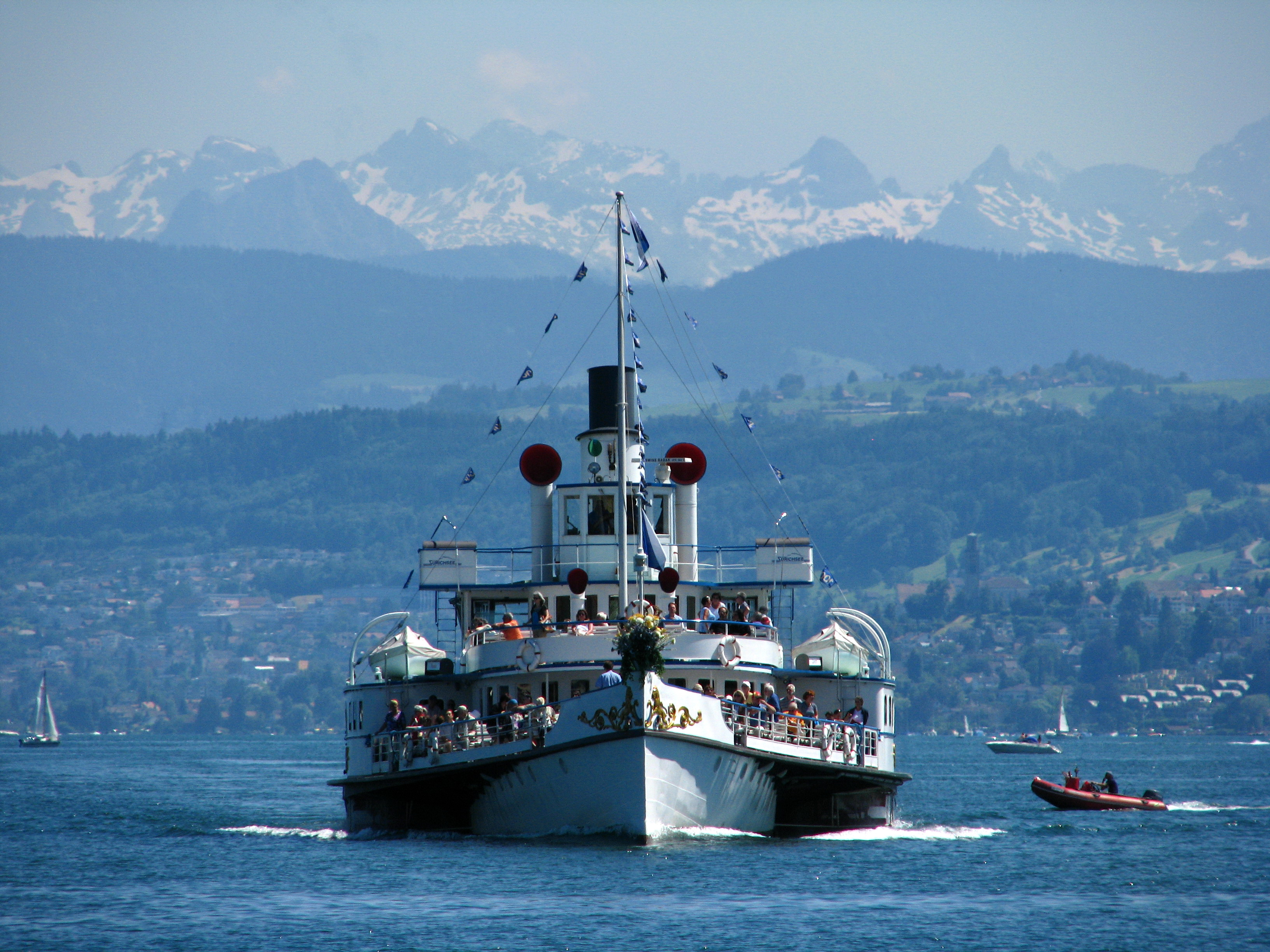
チューリッヒ湖の外輪船

公共交通機関はチューリッヒでは非常にポピュラーで、市民の多くが利用している。チューリッヒにやって来る人の70%はバスかトラムを利用し、市内交通の50%は公共交通が担っている。チューリッヒ市内やチューリッヒ州ではチューリッヒ交通連合（ZVV）のネットワークは世界でも高い交通密度を示しており、運行頻度も高くなっている。チューリッヒの公共交通機関にはSバーン（近郊電車）、チューリッヒ市交通局の運営するチューリッヒ市電（トラム）、路線バス（ディーゼルやトロリーバス）がある。これらに加えて湖や河川で運航される船やケーブルカー、アドルスヴィルとフェルツェンエッグを結ぶロープウェイ(LAF)が含まれる。切符はZVVのエリア内であればSバーン、トラム、バス、船の交通機関に対して有効である。チューリッヒ湖汽船会社（一般的にZSG）は客船をリマト川やチューリッヒ湖で運航しており、チューリッヒ周辺の町とラッパースウィルを結んでいる。
チューリッヒは鉄道や道路、航空など様々な交通の要衝である。チューリッヒ中央駅はスイスでは一番大きく忙しい駅でヨーロッパでも重要な中枢となる駅である。チューリッヒ市内にはチューリッヒ・エリコン駅やチューリッヒ・シュタデルホーフェン駅、チューリッヒ・ハルトブリュッケ駅、チューリッヒ・ティーフェンブルネン駅、チューリッヒ・エンゲ駅、チューリッヒ・ゼレナウ駅、チューリッヒ・ヴィディコン駅、チューリッヒ・アルトシュテッテン駅などがある。鉄道路線は主にスイス連邦鉄道（SBB/CFF/ FFS）により運行されインターシティやユーロシティなどの列車で近隣国と結ばれている。
チューリッヒ国際空港は市街から北西部に10km離れたクローテンにあり、スイス インターナショナル エアラインズのハブ空港となっている。中東や欧米を始め、アジア、アフリカなど世界各都市とそれぞれの航空会社により結ばれている。チューリッヒ空港の旅客ターミナルの地下には鉄道駅があり、チューリッヒ中心部を始めスイスの主要都市とは鉄道により結ばれている。
A1 (en) やA3 (en) 、A4 (en) などのアウトバーンがチューリッヒ付近を通っており、A1は西部の首都ベルンやジュネーヴ、東部のザンクト・ガレン、A4は北側のシャフハウゼン、A3は北西側のバーゼルや南部のチューリッヒ湖、ヴァレン湖、ザルガンスとを結んでいる。

## 統計

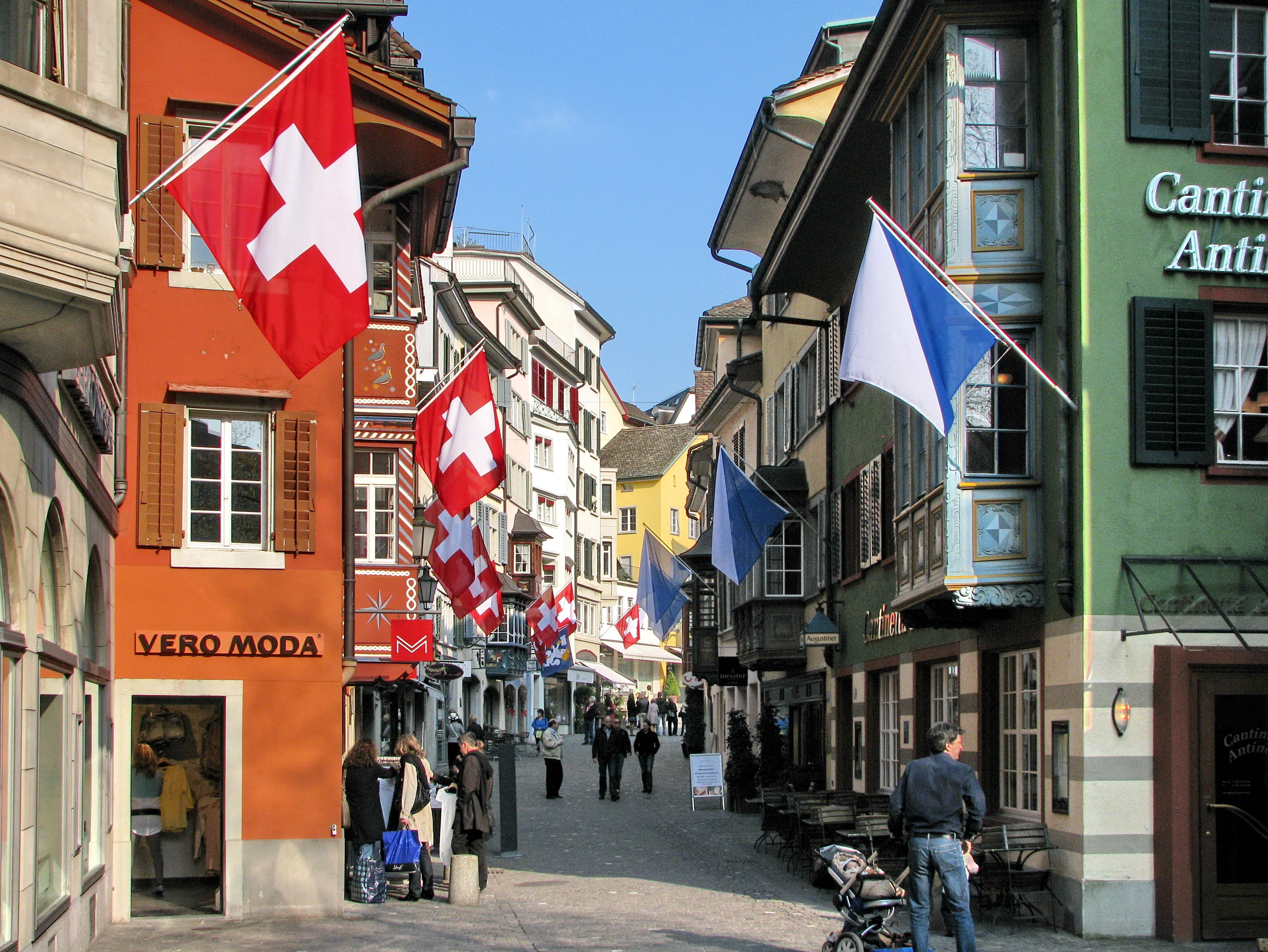
アウグスティナー通り

チューリッヒには2011年現在、約39万人の人々が居住しており、スイス最大の都市となっている。住民登録されている人口の31%に当たる121,017人はスイスの市民権を有していない。これらの人たちはドイツ人が31,124人（8%）、続いてイタリア人が13,144人（3.4%）で大きなグループを構成している。市域を含んだ郊外も含めた人口は119万人である。ヴィンタートゥール、バーデン、ブルック、シャフハウゼン、フラウエンフェルト、ウスター、ヴェッツィコーン、ラッパースヴィール＝ヨーナ、ツークなどの自治体を含めた大都市圏地域の人口は約183万人である。

### 言語
政府機関や出版物、ニュース、大学や学校、裁判所、劇場や様々な書類などにはスイス標準ドイツ語が使われ、一方のもともとの話し言葉はチューリッヒドイツ語(Züridüütsch)が使われており、これらは多かれ少なかれ区別が付くがスイス・ドイツ語方言とは相互に理解出来、中世のアレマン語諸語にルーツがある。しかしながら、チューリッヒはスイスの中では重要な場所であることから住民や通勤者のすべての種類のドイツ語の方言を聞くことが出来る。2010年12月現在の統計では人口の69.3%はスイス・ドイツ語とスイス標準ドイツ語を使うダイグロシアで、家庭では母語としている。22.7%の住民は標準ドイツ語を家庭で使っている。2000年に行われた統計調査以降、英語話者は急激に増加し今では8.8%を占める。それに続きフランス語が4.5%、セルビア・クロアチア語が4.1%、スペイン語は3.9%、ポルトガル語が3.1%、アルバニア語が2,.3%を占めている。この調査では複数の選択が可能であり、人口の約20%の人々は家庭で2つもしくはそれ以上の言語を使用していることが判明した。

### 宗教
| チューリッヒ宗教人口割合 - 2014 | チューリッヒ宗教人口割合 - 2014 | チューリッヒ宗教人口割合 - 2014 | チューリッヒ宗教人口割合 - 2014 | チューリッヒ宗教人口割合 - 2014 |
| ------------------------------- | ------------------------------- | ------------------------------- | ------------------------------- | ------------------------------- |
| 宗教                            |                                 |                                 | パーセント                      |                                 |
| カトリック                      | カトリック                      |                                 | 30%                             | 30%                             |
| プロテスタント                  | プロテスタント                  |                                 | 26%                             | 26%                             |
| その他キリスト教徒              | その他キリスト教徒              |                                 | 7%                              | 7%                              |
| イスラム教                      | イスラム教                      |                                 | 5%                              | 5%                              |
| ユダヤ教                        | ユダヤ教                        |                                 | 1%                              | 1%                              |
| その他                          | その他                          |                                 | 4%                              | 4%                              |
| 記載無し                        | 記載無し                        |                                 | 27%                             | 27%                             |

フルドリッヒ・ツヴィングリが先導した宗教改革後はチューリッヒはスイスにおけるプロテスタントの中心であり、地元では福音の改革として知られている。1970年にはまだ人口の53%がプロテスタントで、その時点では40%はカトリックであった。それ以来、スイスの教会はカトリック教会とスイス改革派教会が占めて来たが、常に減少し続けておりカトリックも1990年頃には減少が始まっている。その後の20年間でも両宗派は10%以上減らし2010年の統計では30%がカトリック、28%が福音改革派であった。1970年には僅かに2%のチューリッヒの住民が無宗派と宣言している。信徒の数を減らしている従来からの教会に対し無宗派の人たちは2000年には17%に増加し、ここ10年では25%以上に上っている。24-44歳の人々は高い傾向にある。チューリッヒの人口の5%はイスラム教徒で2000年より1%ほど僅かに減少している。ユダヤ教徒の人口は1970年以来、1%ほどで安定している
。

### その他
チューリッヒの失業率は2012年7月現在3.2%であった。
2008年の平均月収は税や社会保険料の差し引き前で7000スイスフランである。
2010年現在の直接的、間接的な州からの福祉的な給付は12,994ケースであった
。

## 観光

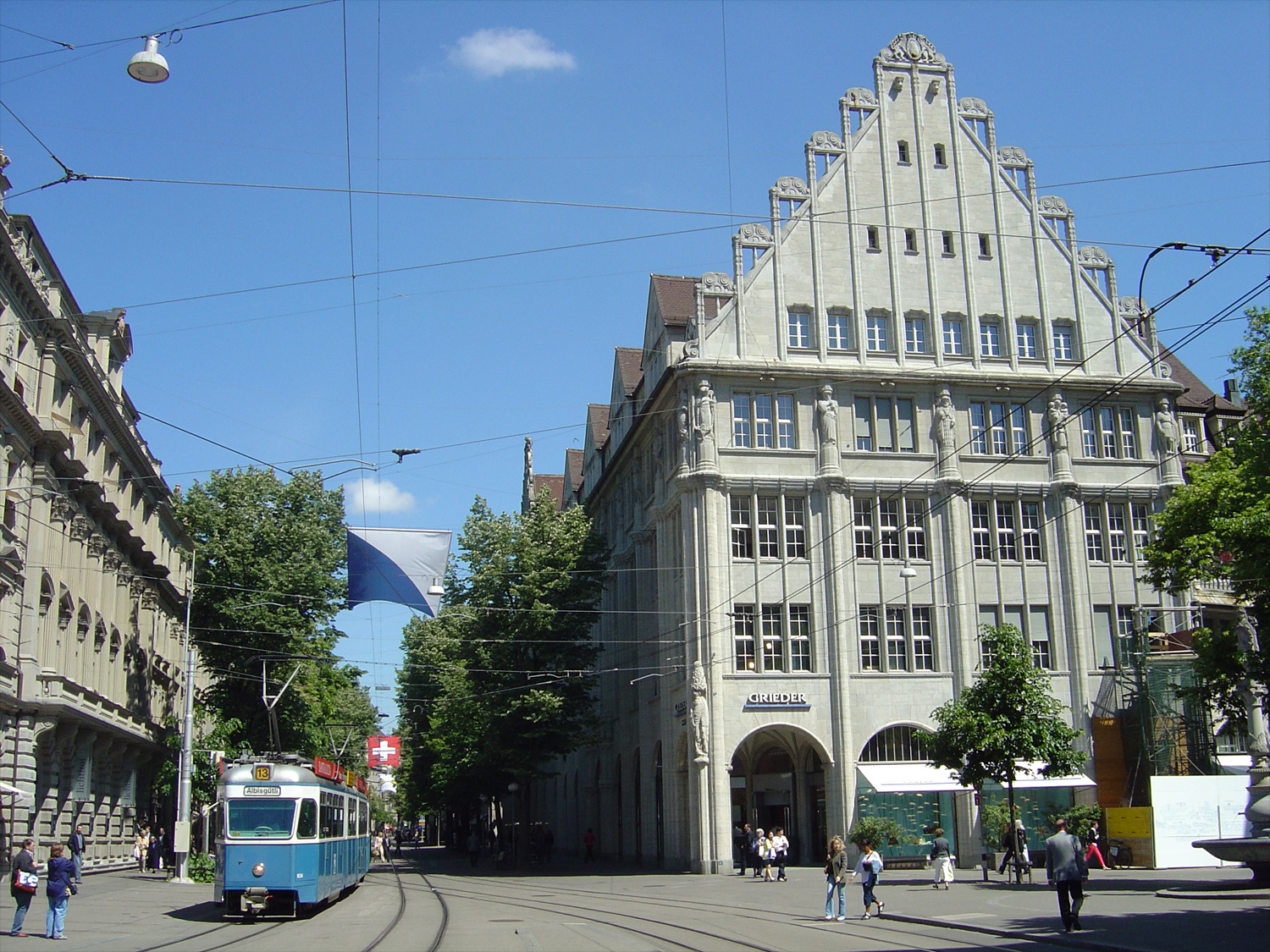
パラデ広場から見たバーンホフ通り

ほとんどのチューリッヒの名所はリマト川沿いとチューリッヒ中央駅とチューリッヒ湖の間に位置している。旧市街の教会や家屋はこの地域に集まっており、ほとんどの高級店は有名なバーンホフ通り沿いに林立している。旧市街にあるリンデンホーフはローマ帝国時代の城で歴史的な場所であり、その後はカロリングの居城であった。

### 教会
- グロースミュンスター（英語版） 　リマト川の東岸にある。800年頃カール大帝により創建[42]。フルドリッヒ・ツヴィングリが司祭を務めた。

- フラウミュンスター（英語版） 　853年ルートヴィヒ2世（東フランク王）により創建。ロマネスク建築のクワイヤは1250-1270年からで、マルク・シャガールのステンドグラスは1970年に設置されている。2004年に完全に改修された。

- チューリッヒ聖ペーター教会（英語版） 　8世紀から9世紀にまで遡る教会。有名な大時計が特徴的である。

### 博物館・美術館
- チューリッヒ美術館 – チューリッヒ美術館はKunsthaus Zürichとして知られており、ヨーロッパでも重要な美術館の一つである。世界でも最大規模のクラシック・モダンアート (Modern art) を収蔵する美術館でムンク、ピカソ、ジョルジュ・ブラック、アルベルト・ジャコメッティなどの作品がある。また、美術館は写真の大きなライブラリコレクションも特徴としている[43]。

- スイス国立博物館（英語版）  – 国立博物館（ドイツ語: Landesmuseum）では多くのスイスの文化や歴史的な背景を持つ展示品やイラストが展示されている。また、多くの古代の遺品にはステンドグラスや衣装、家具、武器などが含まれている。博物館はチューリッヒ中央駅の反対側に位置している[44]。

- センタール・コルビュジエ（英語版） –チューリッヒ湖に面したチューリッヒホルンにある。ハイジウェーバー美術館とも呼ばれスイスの建築家ル・コルビュジエの作品に特化した美術館で、内部は彼自身が設計したものである。

- リートベルク美術館 –リートベルク博物館はガブラー通りに位置し、チューリッヒでも卓越した芸術や文化の宝庫である。中国の墓の装飾やチベットの陶器や宝飾品、インドの彫像などアジアの作品やアフリカの部族の仮面など世界の様々な作品が集められ展示されている。

- チューリッヒデザイン美術館（英語版） – 工業デザインやビジュアルコミュニケーション、建築や工芸品の美術館である。美術館はチューリッヒ大学の文化分析部門の一部である[45]。

- ハウス・コンストラクティフ（英語版）  – ハウス・コンストラクティフはスイスや国際的に広く知られたコンセプチュアル・アートやデザインに関する美術館で、チューリッヒの産業建築を証言するもので中央駅近くに立地する[46]。

- ベイヤー時計博物館（英語版）  – ベイヤー時計博物館は街の中心部にあり、様々な年代や種類の時計が展示されている。

- チューリッヒのギルドハウス（英語版） – ギルドハウス(ドイツ語: Zunfthaus)は大聖堂から下流側のリマート川に沿いに立地している。Zunfthaus zur Meisen（磁器、陶器の博物館）やZunfthaus zur Haue、Saffran、Schneidern、Schmiden、Zunfthaus zur Zimmerleutenなどの他にも様々ある。

- チューリッヒトラム博物館（英語版） – トラム博物館はチューリッヒ東郊のブルクヴィースにあり、チューリッヒの象徴でもある チューリッヒ市電（英語版）の歴史が1897年から今日まで展示されている。

### 公園
- チューリッヒ動物園（英語版） –  動物園には260種2,200頭の動物が飼育されている。各種のヒョウやパンダやカワウソなどを動物園では観察することが出来る[47]。

- チューリッヒ旧植物園（英語版）  – 植物園には15,000種の植物や樹木があり、その中には300万もの植物が含まれている。植物園には南西アフリカやニューカレドニアなどで発見された多くの希少植物がある。植物園はチューリッヒ大学が所有している。

- チューリッヒ中国庭園（英語版） - 中国庭園はチューリッヒの協力都市である昆明からチューリッヒの飲料水の供給や下水処理に関しての技術や専門的な支援を記念して寄贈されたものである。庭園は中国文化のメインテーマの表現の一つの手段で歳寒三友では一緒に寒い季節に立ち向かうという3つの植物、松、竹、梅が植えられている。

- ユートリベルク – 市の西側に位置し、海抜は813mで一番高い丘であり市街を見渡せる。頂上へはチューリッヒ中央駅から列車によって簡単に行けることが出来る[48]。

### 建築

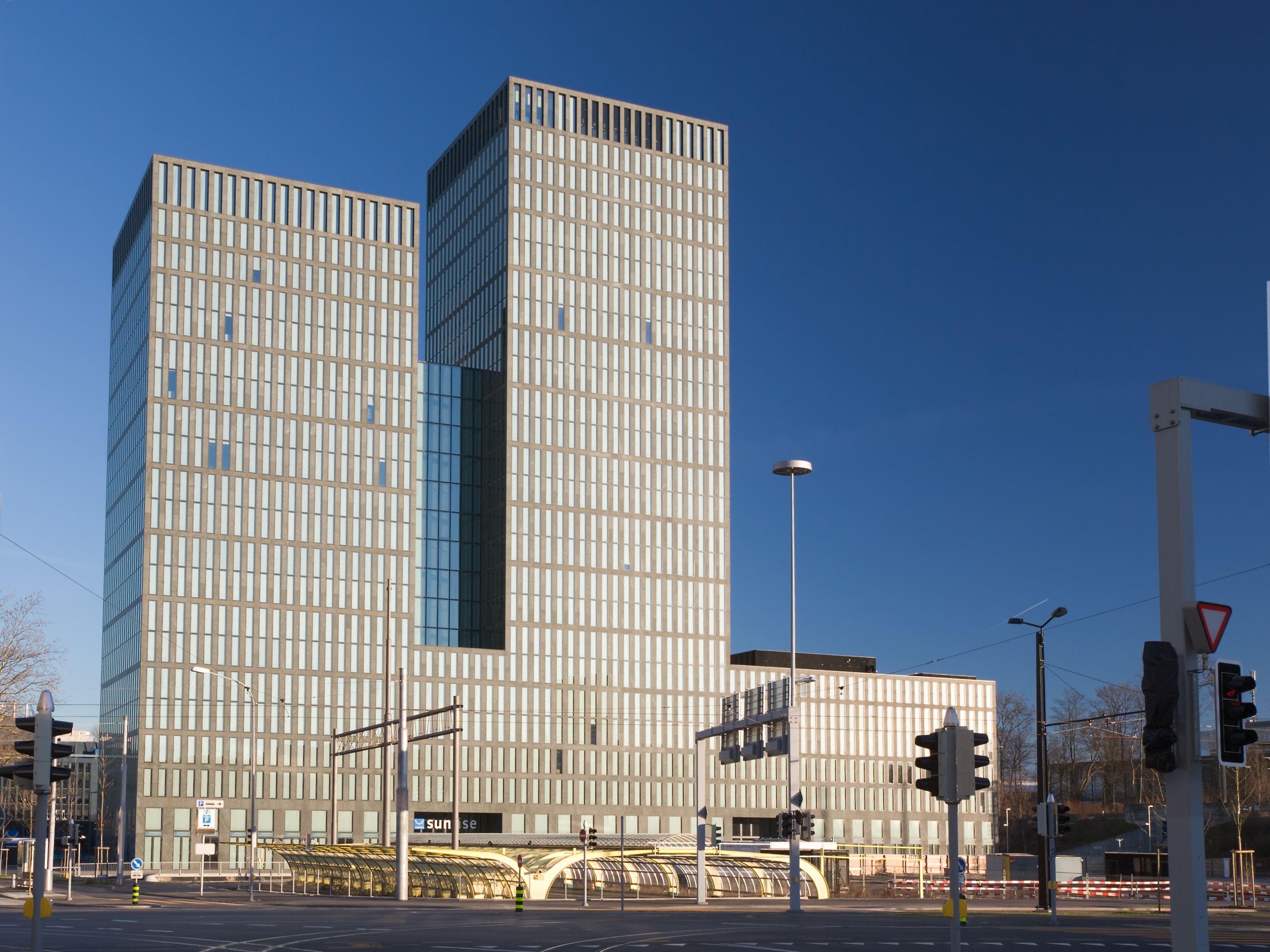
88mのサンライズタワー(2005)はここ20年では最初に認可された高層ビル。

他の都市と比べて高い建築物はチューリッヒでは少数である。自治体の建築規制(Article 9)によって高い建物の建設は市の西側や北側では制限されている。産業地区であるアルシュテッテンやエリコンではビルの高さは80mまで許可されている(high-rise area I)。このエリアに隣接する、high-rise areas II、IIIでは40mまで許可されている。2000年頃から規制がより柔軟になり、高いビルが再び計画、建築されるようになった。「40mで十分」という最大の高さと高層建築のエリアの両方の削減したいという人々のイニシアチブは2009年11月29日、明らかに却下された。チューリッヒでは現在、数十もの高層建築が建設中もしくは計画中でその中にはスイスで一番高い2011年12月に開業したプライムタワー（126m）も含まれていた。

### 世界遺産
Enge AlpenquaiとGrosse Stadt Kleiner Hafnerの先史時代の集落はアルプス山脈周辺の先史時代の杭上住居群の一部としてユネスコの世界遺産として登録されている。

## 経済
チューリッヒは主要な金融センターであり世界都市である。チューリッヒ都市圏はスイス経済の中心で多くの国際的な企業が本拠地を置いている。チューリッヒにおいてもっとも重要な経済部門は、第三次産業であり、労働者の約5分の4が雇用されている。他の重要な産業には軽工業、機械、織物産業、観光などがある。ほとんどのスイスの銀行の本社はチューリッヒにあり、多くの外国の銀行もチューリッヒ都市圏に立地している。チューリッヒには1877年に設立されたスイス証券取引所があり、今日では世界でも4番目に傑出した証券取引所となっている。さらにチューリッヒは世界最大の金取引の中心でもある。スイス国内の50社の大企業のうち10社はチューリッヒに本社を置いており、その中にはアセア・ブラウン・ボベリ、UBS、クレディ・スイス、スイス・リー、チューリッヒ保険が含まれる。

### 経済力への寄与
高い生活の質はチューリッヒの経済成長の理由として挙げられる。経営コンサルタント企業マーサー・ヒューマン・リソース・コンサルティングは長年、チューリッヒを世界でも高い質の生活の都市としてランク付けしてきた。とくにチューリッヒは雇用、住居、余暇、教育、治安などで高い得点を得ている。地元の計画当局ははっきりと都市と娯楽の為のエリアは分けており、多くの保護された自然保護区がある。ベルンやジュネーヴなどスイスの他の都市もトップ10のリストに含まれている。チューリッヒは海外駐在員のための最も物価が高い都市のリストでも上位に位置している。2008年にはチューリッヒは9位で、香港の後に位置しコペンハーゲンの前に位置していた。ヨーロッパでは3番目に物価が高い都市で、スイスではジュネーヴに次いで高い。典型的なスイスの教育に対する高い投資や全てのレベルで高いスキルの労働者の提供はチューリッヒの利点であり、市内には2つの大きな大学が立地しており、卒業生や高い技術研究へのアクセスを可能にしている。この結果、市内には多くの多言語の人々や高いモチベーションの人々がおり、様々な企業や研究機関の立地に反映されている。

### スイス証券取引所

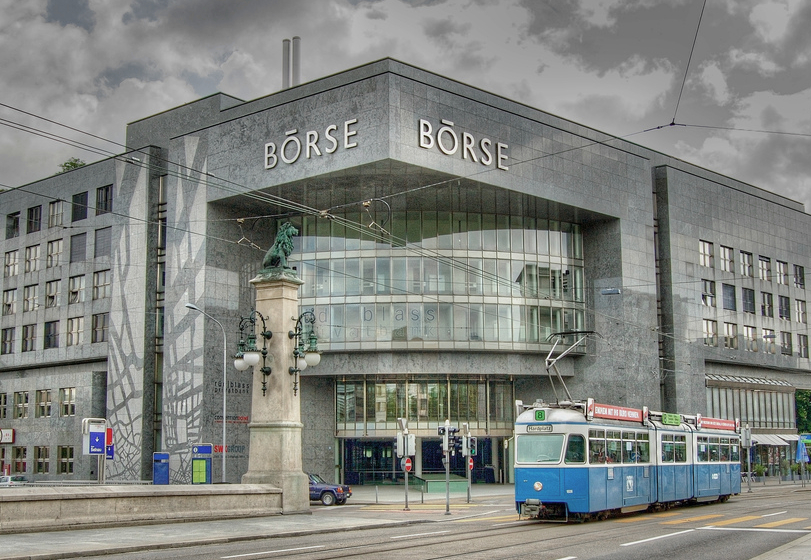
ゼルナウ通りに面したスイス証券取引所

スイス証券取引所はSIX Swiss Exchangeと呼ばれ、以前はSWXとして知られていた。スイス証券取引所は、国際的に活動しているいくつかの金融システムを運営する主要なグループである。virt-x (en) 、EUREX、Eurex US、EXFEED 、STOXXが含まれる。SWXで生み出される為替出来高は2007年には1兆7,804億9,950万スイスフランに上る。同時期に行われた取引数は3,533万9,296に達し、スイスパフォーマンス指数（SPI）の時価総額は1兆3,599億7,620万スイスフランに達する。スイス証券取引所の開設は150年以上前に遡る。従来からの立ち会い場での証券取引の仕組みはジュネーヴ（1850年設立）やチューリッヒ（1873年設立）、バーゼル（1876年設立）では1996年にすべて電子取引に置き換わっている。2008年以来、スイス証券取引所はSWX Group、SIS Group、Telekurs Groupの統合により SIX Groupの一部である。

## 教育・研究機関

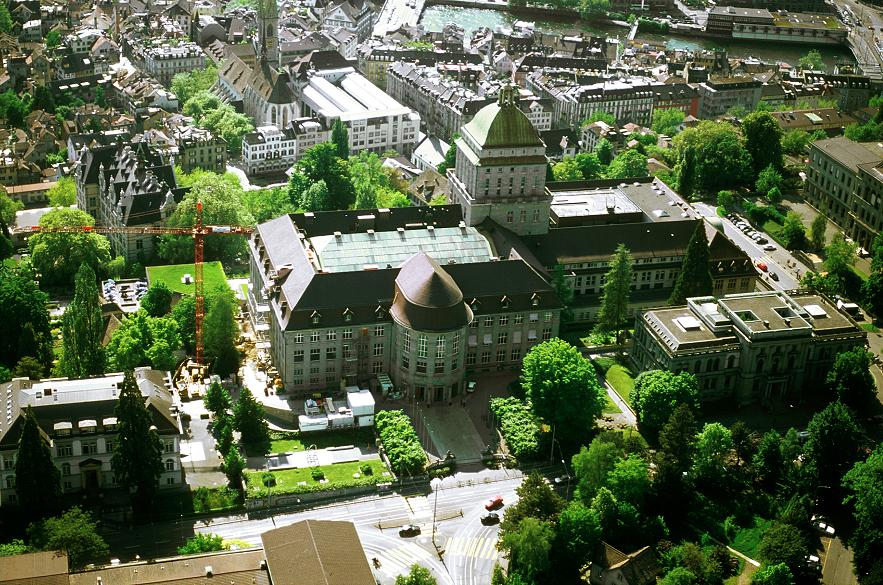
チューリッヒ大学の本館

チューリッヒでは20の大学やカレッジ、専門機関で6万人の学生が高等教育を受けており、スイスではもっとも有名な二つの大学はチューリッヒ市内に立地している。チューリッヒ工科大学 (ETH Zurich) は国立の大学で、チューリッヒ大学はチューリッヒ州の管理の下にある。両大学は2007年に世界のトップ50の大学のリストに含まれていた。
チューリッヒ工科大学は1854年、スイス連邦により設立され1855年に工科大学として開学した。ETHは特に化学や数学、物理学の分野で名声があり同大学からは21名のノーベル賞受賞者を輩出している。ETHは常に大陸ヨーロッパではトップ大学としてランク付けされている。ETHは2つのキャンパスで構成され、本館は市の中心部に位置し新しいキャンパスは郊外に位置している。
チューリッヒ大学は1833年に設立されたが、それ自身の始まりは1525年に遡りスイスの宗教改革者フルドリッヒ・ツヴィングリが創設した神学校を元にしている。今日では24,000人の学生を有し、毎年1,900人が卒業している。チューリッヒ大学はスイスでは一番大きな大学で、スイスのどこの高等教育機関のなかでも幅広い学部やコースを提供している。教育学のカレッジやスイス応用科学大学 (ZHAW)、チューリッヒ芸術大学 (ZHdK)の3つのトップクラスの専門校があり、応用研究と開発を提供することによりチューリッヒの知識と研究の柱の名声に貢献している。チューリッヒにはまた知識とイノベーションのコミュニティ（気候変動の緩和と適応に関するもの）の中心である欧州工科大学 が一緒に立地している。

## メディア
多くのスイスの大手メディアの本社がチューリッヒには置かれており、タミディア（tamedia）やリンギア（Ringier）、ノイエ・チュルヒャー・ツァイトゥング（NZZ-Verlag]）などがある。スイスにおいてチューリッヒはドイツ語圏のメディアの立地に関して重要な場所の一つである。

### テレビ・ラジオ

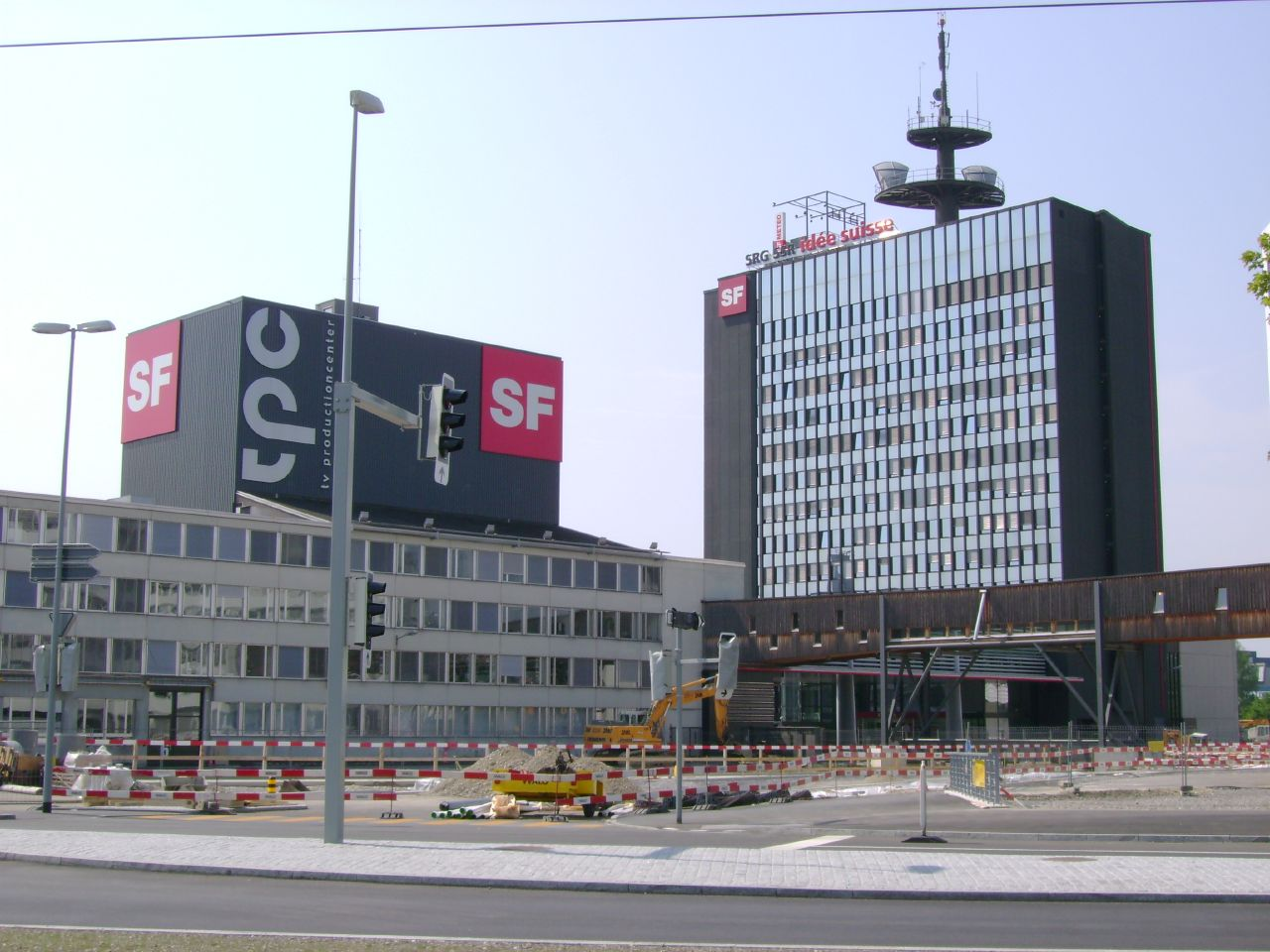
スイス放送協会のビル

スイスの公共放送であるスイス放送協会（Schweizer Fernsehen）は オエリコン駅北側のライトシェンバッハ地区にある。地域の民放テレビ局であるテレチュリ（TeleZüri）の本社はエッシャー・ウィッズ広場近くにあり、 "Star TV"や"u1" 、"3+"はシュリーレンにある。スイス・ドイツ語の公共ラジオ放送であるスイスラジオDRSもチューリッヒに立地している。チューリッヒの民放ラジオ局にはリマト通り "Radio 24"、ゼーフェルトのクロイツ通りにある"Energy Zürich" 、"LoRa" 、 "Radio 1"などがある。チューリッヒには特定の期間だけ放送を行っているラジオ局もあり、"CSD Radio"は5月・6月、 "Radio Streetparade"は7月・8月、"rundfunk.fm"は8月・9月などである。

### 新聞
スイスでは知られたチューリッヒで発行されているノイエ・チュルヒャー・ツァイトゥング、ターゲス・アンツァイガー、Blickの日刊の3つの大きな新聞社がある。3つの新聞社は日曜版も発行しており、 それぞれ"NZZ am Sonntag"、"SonntagsZeitung" 、"SonntagsBlick"が発行されている。3つの主要日刊紙の他にフリーペーパーが広く広まっており、20 Minutenは平日の朝に発行されている。

## 文化

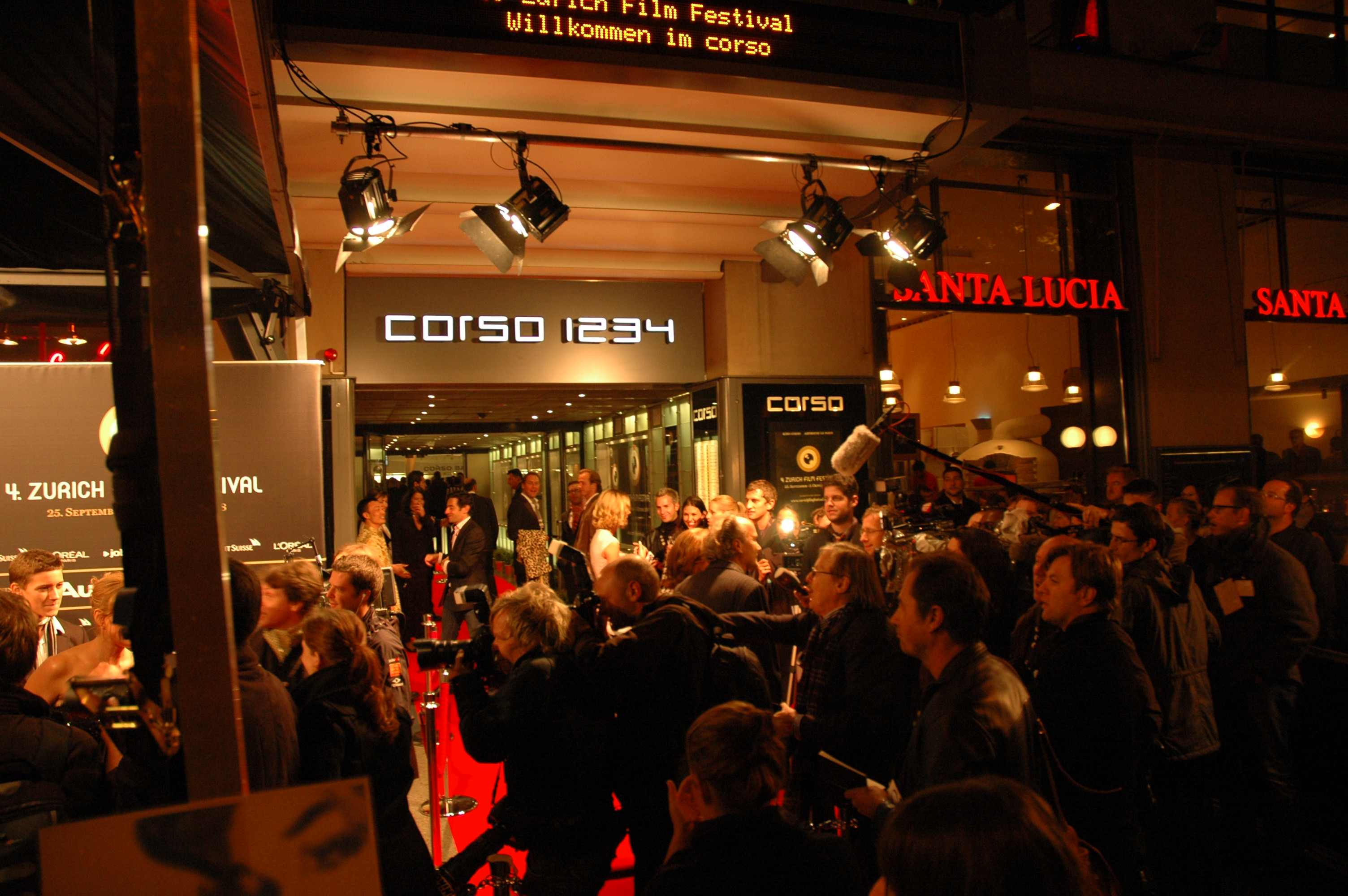
2008年のチューリッヒ映画祭

チューリッヒには豊かな文化の伝統があり質の高い博物館や美術館が立地しており、名の知れた室内管弦楽団や交響楽団、重要な劇場がある
。
チューリッヒ映画祭は2005年に始まった映画祭で、ここ何年かでスイス国内や国際的な映画祭として認められてきている。映画祭は11日間の映画祭ではスターや新しい才能を引きつけ、国際的に人気のある作品を賞賛している。

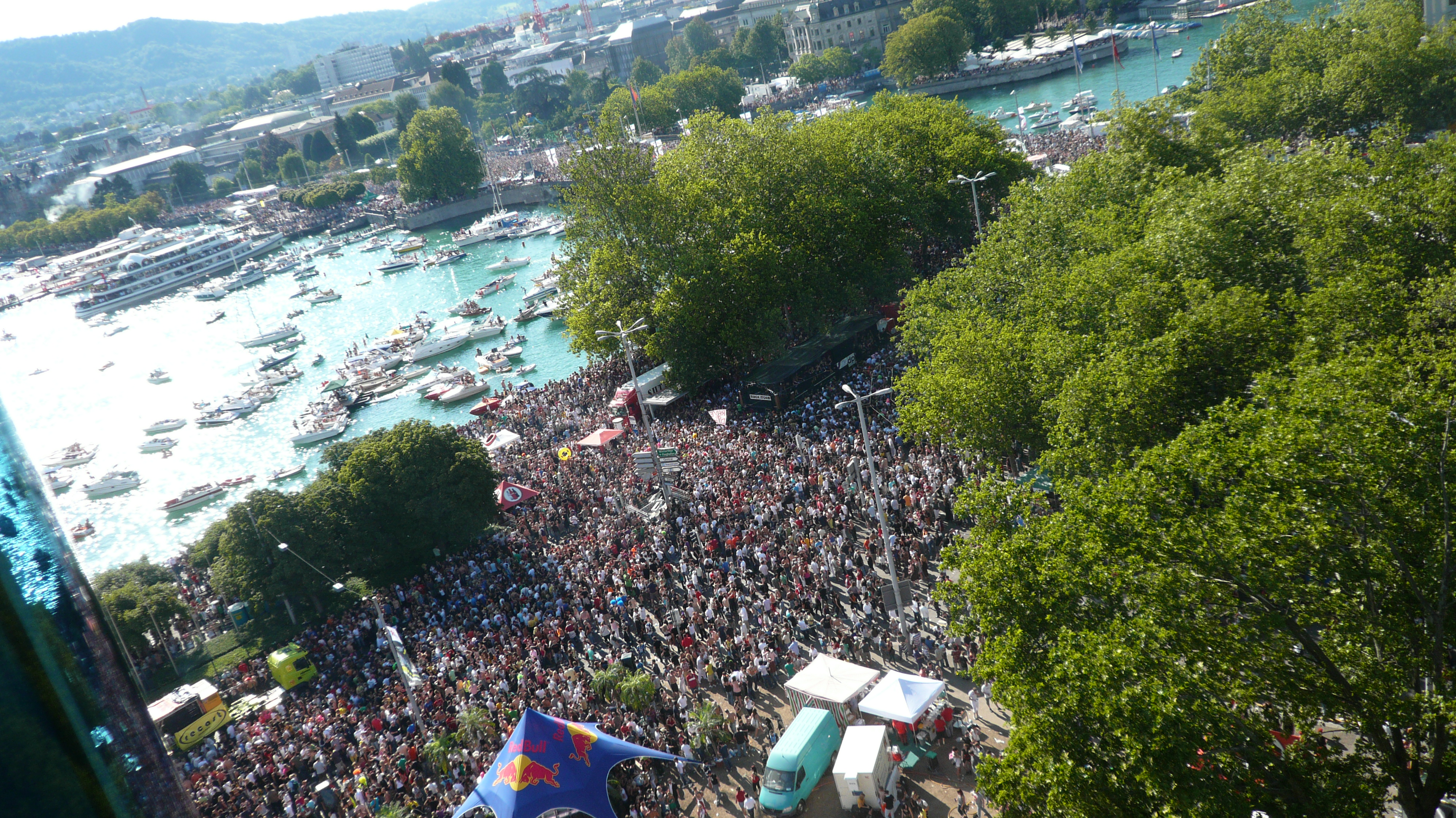
2008年のチューリッヒのストリートパレード

毎年行われるチューリッヒ最大でポピューラーなイベントにはストリートパレードがあり、世界でも最大規模のテクノとダンス音楽の祭典である。チューリッヒ湖沿いで行われ、8月の第二土曜日に開催されている。1992年に最初のイベントが開催され、当時は1,000人が参加していた。2001年には100万人が参加するまでになっている。Zürifäschtは3年ごとに行われる祭典で、音楽を特徴とし花火は音楽に合わせられ、旧市街にも呼び物がある。スイス最大の祭典で200万人の来訪者が訪れる。
Kunst Zürichは毎年のゲストの都市との国際的な現代美術のフェアの一つで、ごく最近や若いアーティストと定評のあるアーティストが組み合わされている。

### オペラ・バレエ・劇場・オーケストラ

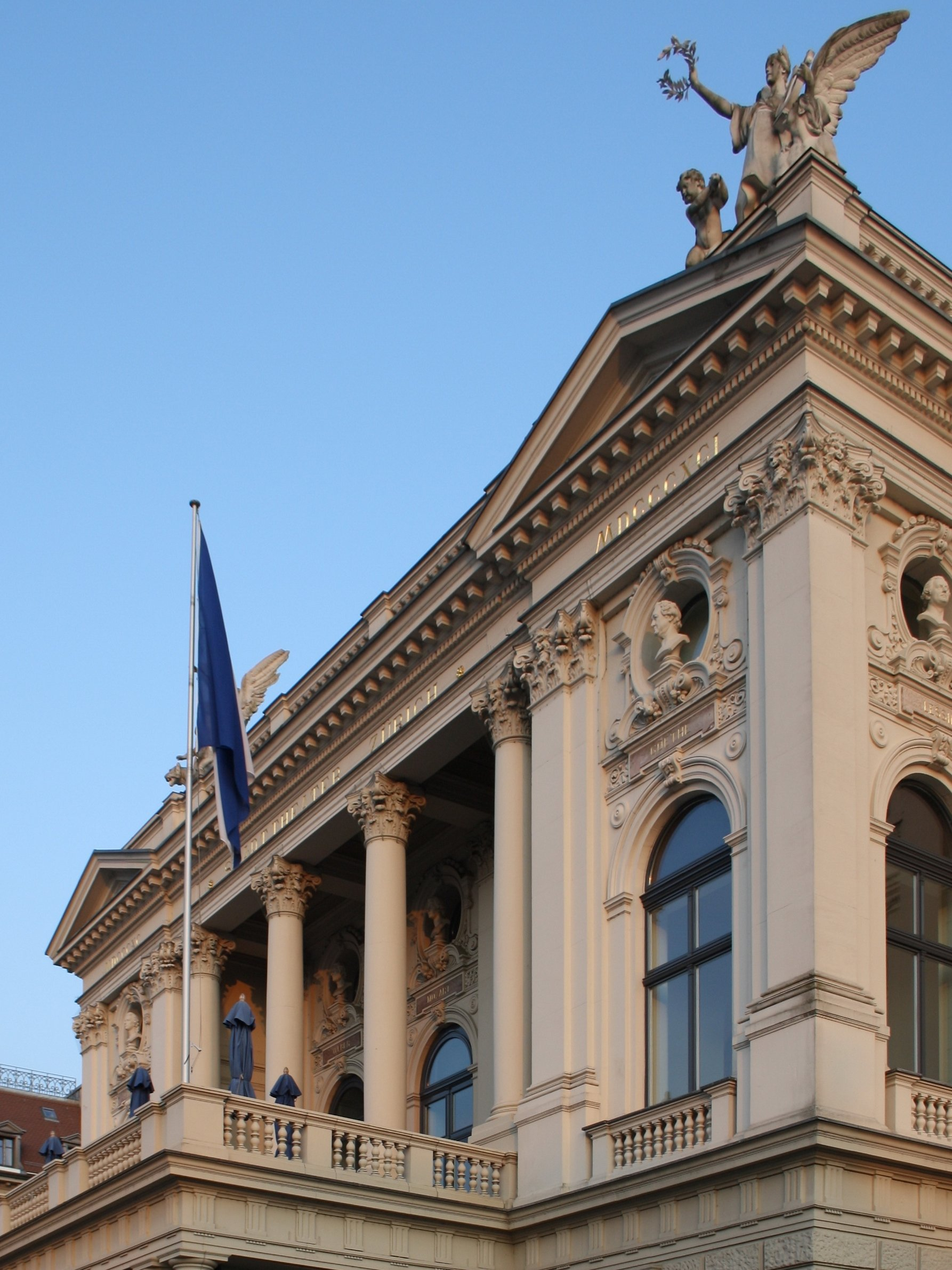
オペラハウス

チューリッヒにある主要なオーケストラとして、チューリッヒ・トーンハレ管弦楽団とフィルハーモニア・チューリッヒ（旧・チューリッヒ歌劇場管弦楽団）がある。前者はスイスのドイツ語圏における中心的なオーケストラとして知られている。
チューリッヒオペラハウス（ドイツ語: Zürcher Opernhaus）（チューリッヒ歌劇場）はヨーロッパでも主要なオペラハウスの一つである。1834年に建てられ、チューリッヒの中心部では当時初の常設の劇場でありリヒャルト・ワーグナーが活動の拠点としていた。1890年に劇場は新古典主義の装飾に凝った建物に再建されている。ポルチコはワーグナーやウェーバー、モーツァルトの胸像で飾られ、白とグレーの石で造られている。後にシラーやシェークスピア、ゲーテが加えられた。オーディトリアムはロココ様式によりデザインされている。年に一度、連邦大統領とスイスの経済人や文化人のエリートによる催しZürcher Opernball （チューリッヒオペラボール）を開催されている。フィルハーモニア・チューリッヒはチューリッヒオペラハウスの専属楽団として活動している。
シャウ・シュピールハウス・チューリッヒはチューリッヒの主要な複合劇場で、2つの付属の建物がある。Pfauen は中心部にあり、Schiffbauhalle はチューリッヒ西部の古い劇場である。Schauspielhaus はベルトルト・ブレヒトやトーマス・マンのような移住者が拠点とし、マックス・フリッシュやフリードリヒ・デュレンマット、ボート・シュトラウス、エルフリーデ・イェリネクの初作品を見ている。Schiffbauhalle はドイツ語圏ではもっとも卓越した、重要な劇場の一つである。
ノイマルクトシアターはチューリッヒでは古い劇場の一つで、旧市街に古いギルドにより設立されニーダードルフ通り近くのバロックの建物に位置する。2つのステージがあり、ほとんどはヨーロッパ人監督による前衛的な作品である。チューリヒャーシアタースペクタクル は国際的な演劇祭で、ヨーロッパの演劇祭では重要なもの中の一つに含まれている。

## スポーツ
チューリッヒの人々はアクティブなライフスタイルを楽しみ、スポーツはスイスの文化や社会に不可欠な分野である。国際的なスポーツ施設の豊富さは、スポーツ愛好家やいくつかのスポーツ連盟の市内の立地に対して、チューリッヒは魅力的な場所となっている。特にサッカーはチューリッヒにとって重要なスポーツであり、市内にはスイスの1部リーグスーパーリーグのクラブチーム2チームが本拠地としている。グラスホッパー・クラブ・チューリッヒは1886年に設立され、FCチューリッヒは1896年以来続いている。FIFAはチューリッヒに本部を置いている。2007年から Tilla Theusの設計による新しいFIFA本部ビルで業務を始めた。

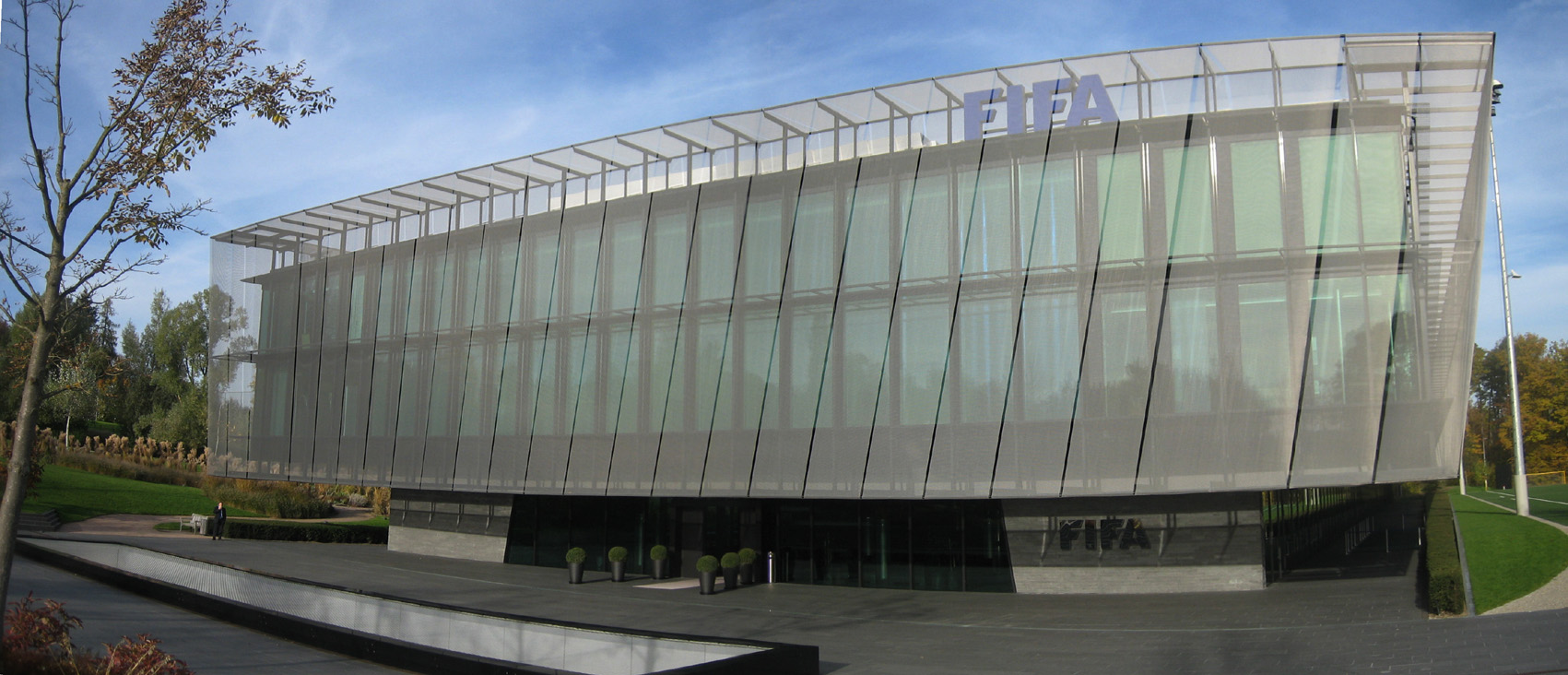
FIFA本部

アイスホッケーはスイスでもっとも人気のあるスポーツの一つで、チューリッヒを代表するチームはZSC Lionsである。国際アイスホッケー連盟はチューリッヒを本部を置くアイスホッケーを統括する世界的に最上位の競技連盟である。自転車はポピュラーなスポーツであると共に、チューリッヒでは交通機関でもある。自転車の走行ルートは通常、赤と白の標示でマーキングされており、黄色のレーンは自転車専用である。また、ハイキング道も同様に黄色いサインが施されており、それはハイカーに目的地に到達するおおよその時間を知らせている。スイスの至る所でハイキングし歩くことに利用出来る特有な地図がある。チューリッヒ地域でもっとも歩き易い場所はユートリベルクやチューリッヒベルクである。チューリッヒ都市圏には30のカーリングクラブと7つの屋内カーリング施設がある。カーリングのシーズンは9月上旬に始まり、4月中まで続く。

### イベント

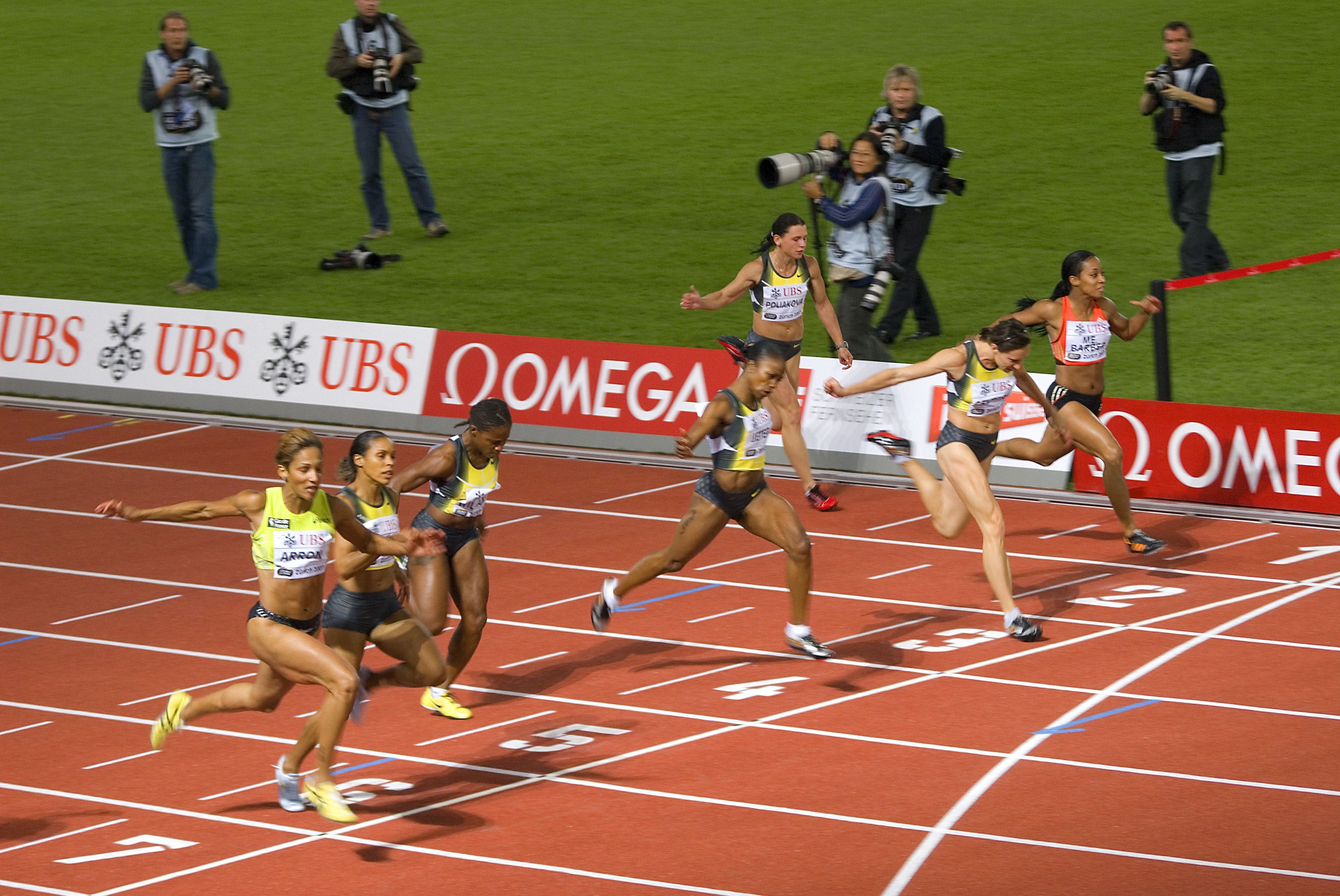
2007ヴェルトクラッセ・チューリッヒ

ヴェルトクラッセチューリッヒは時折「1日オリンピック」と呼ばれ、有名な陸上競技会で毎年レッツィグルンド・シュタディオンで開催されている。Weltklasseはオリンピックに次ぐハイクラスで最高の陸上競技会の一つであるという評価があり、1928年8月12日に開催されて以来スイス国内記録や世界新記録を見せている。今日までに24を超える世界記録をヴェルトクラッセで記録している。
チューリッヒマラソンはポピュラーなスポーツイベントで世界中か多くのアスリートが招待されている。チューリッヒマラソンは42.195kmあり、チューリッヒを起点にバンホーフ通りを通過し、Bellevue、Mythenquai、Quaibrücke、Talstrasse、Utoquaiとチューリッヒ湖や他の場所を通っている。ニューイヤーマラソンチューリッヒ (Neujahrsmarathon Zürich) は他の主要なランニングイベントで、毎年1月1日に開催されスタートは深夜きっかりに行われる。サッカーのイベントでは1954 FIFAワールドカップでは6会場のうちの1つに、UEFA EURO 2008では8会場のうちの1つであった。 Euro 2008の試合はレッツィグルンド・シュタディオンで行われている。新しいレッツィグルンドの工事の完成はとても早く完成し、古いスタジアムを解体した丁度1年後の2007年8月には開業している。1998年に世界アイスホッケーチャンピオンシップも行われ、1953年と1939年のチャンピオンシップもチューリッヒで開催されている。

## ゆかりの人物

### チューリッヒ出身またはチューリッヒで没した人物
- マリア・アレクサンドロヴナ (1853–1920), ロシア大公女。サンクトペテルブルク出身、チューリッヒで死去
- リヒャルト・アヴェナリウス (1843–1896)、哲学者。パリ出身、チューリッヒで死去
- ディエゴ・ベナリオ (1983-)　サッカー選手
- フェリックス・ブロッホ (1905–1983)　物理学者
- ハインリヒ・ブリンガー (1504–1575)　宗教改革者、チューリッヒで死去
- エリアス・カネッティ (1905–1994)　小説家、ブルガリア・ルセ出身チューリッヒで死去
- アルフレッド・エッシャー（英語版）(1819–1882)　政治家・実業家
- ヴィルヘルム・フィルヒナー (1877–1957)　探検家、チューリッヒで死去
- マックス・フリッシュ (1911–1991)　小説家
- クリストフ・フロシャウアー（英語版） (ca. 1490/1–1564)　チューリッヒ聖書の印刷工
- ブルーノ・ガンツ (1941-)　俳優
- コンラート・ゲスナー (1516–1565)　博物学者、書誌学者
- マルセル・グロスマン (1878–1936)　数学者、ブダペスト出身チューリッヒで死去
- アンディ・フグ (1964–2000)　空手家、K-1選手。チューリッヒ出身
- ジェイムズ・ジョイス (1882–1941)　アイルランドの小説家。ダブリン郊外出身、チューリッヒで死去
- カール・グスタフ・ユング (1875–1961)　精神科医、心理学者。ケスヴィル出身、チューリッヒで死去
- ゴットフリート・ケラー (1819–1890)　作家、詩人
- アマーヌッラー・ハーン (1929–1960)　アフガニスタンの国王、チューリッヒで死去
- オットー・クレンペラー (1885–1973)　ユダヤ系ドイツ人の作曲家、チューリッヒで死去
- ユーゴ・コブレ (1925–1964)　自転車競技選手
- ヨハン・カスパー・ラヴァーター (1741–1801)　改革派の牧師、啓蒙期の思想家、著作家
- コンラート・フェルディナント・マイヤー (1825–1898)　作家、詩人
- ヴォルフガング・パウリ (1900–1958)　ウィーン出身の物理学者、チューリッヒで死去
- ヘルマン・ワイル (1885–1955) 　ドイツ出身の数学者
- ヨハン・ハインリヒ・ペスタロッチ (1746–1827)　教育実践家
- ヨハンナ・シュピリ (1827–1901)　アルプスの少女ハイジなどの作家、チューリッヒで死去
- パンチョ・ヴラディゲロフ (1899–1978)　ブルガリアの作曲家、チューリッヒ出身
- シルビオ・モーザー (1941-1974)　レーシングドライバー
- 春香クリスティーン　タレント
- マルティン・ズーター　推理作家、脚本家、コラムニスト

### 著名な居住者
- ミレヴァ・マリッチ - セルビア人数学者で下記アルベルト・アインシュタインの最初の妻
- アルベルト・アインシュタイン (1896–1900, 1909–1911, 1912–1914)
- ジェイムズ・ジョイス (1915–1919)
- パトリシア・カース
- ウラジーミル・レーニン (1917)
- トーマス・マン (1933–1942)
- マヌエル・リベラ＝オルティス
- クルト・トゥホルスキー (1932–1933)
- ティナ・ターナー
- トリスタン・ツァラ
- リヒャルト・ワーグナー (1849–1861)
- ヨーゼフ・ヴィルト

## 姉妹都市
- サンフランシスコ、アメリカ合衆国
- 昆明、中華人民共和国